# Рівненська тема
 Рі́вненська те́ма  — тема в шаховій композиції, може бути виражена як в ортодоксальних задачах, так і в неортодоксальних. Суть теми —— в процесі гри чорні і білі фігури взаємно міняються місцями.

## Історія
Тему запропонувала у 1968 році українська проблемістка Надія Олександрівна Леонтьєва (30.07.1928 — 16.05.2012). На час відкриття теми жила у місті Рівне (народилася в селі Андріяшівка Роменського району Сумської області  ), останні роки жила у Києві, де і похована .
Надія Олександрівна активно розробляла цю ідею. Будучи інвалідом першої групи (народилася без обох рук), зуміла провести два тематичні конкурси, а саме у 1977 і в 1978 роках.
Формулювання Н. Леонтьєвою теми — в процесі гри чорні і білі однотипні фігури взаємно міняються місцями. У книзі «Фортуна» українських проблемістів Р.Ф. Залокоцького та О.М. Угнівенка запропоновано розширення теми шляхом долучення задач з таким маневром фігур, коли взаємно міняються місцями і різнотипні різноколірні фігури, що буде показано в окремому розділі даної статті. Такий же маневр роблять, але одноколірні чорні або білі фігури, у вінницькій темі.
Згідно назві міста, де проживала авторка ідеї, темі дано назву — рівненська тема.

## Тема в ортодоксальному жанрі
Тема в задачах на прямий мат може бути виражена в триходівках і багатоходівках.
|   | a | b | c | d | e | f | g | h |   |
| 8 | g8 білий кінь · c7 чорний пішак · d7 біла тура · e7 чорний пішак · f7 білий пішак · h7 чорний слон · a6 білий король · c6 чорний пішак · e6 чорний кінь · g6 чорний пішак · h6 чорний ферзь · a5 білий слон · b5 чорний пішак · c5 чорний король · d5 білий кінь · h5 білий пішак · b4 чорний пішак · c4 білий слон · h4 білий ферзь · d3 чорний кінь · h3 біла тура · d2 чорний пішак · g1 чорний слон | g8 білий кінь · c7 чорний пішак · d7 біла тура · e7 чорний пішак · f7 білий пішак · h7 чорний слон · a6 білий король · c6 чорний пішак · e6 чорний кінь · g6 чорний пішак · h6 чорний ферзь · a5 білий слон · b5 чорний пішак · c5 чорний король · d5 білий кінь · h5 білий пішак · b4 чорний пішак · c4 білий слон · h4 білий ферзь · d3 чорний кінь · h3 біла тура · d2 чорний пішак · g1 чорний слон | g8 білий кінь · c7 чорний пішак · d7 біла тура · e7 чорний пішак · f7 білий пішак · h7 чорний слон · a6 білий король · c6 чорний пішак · e6 чорний кінь · g6 чорний пішак · h6 чорний ферзь · a5 білий слон · b5 чорний пішак · c5 чорний король · d5 білий кінь · h5 білий пішак · b4 чорний пішак · c4 білий слон · h4 білий ферзь · d3 чорний кінь · h3 біла тура · d2 чорний пішак · g1 чорний слон | g8 білий кінь · c7 чорний пішак · d7 біла тура · e7 чорний пішак · f7 білий пішак · h7 чорний слон · a6 білий король · c6 чорний пішак · e6 чорний кінь · g6 чорний пішак · h6 чорний ферзь · a5 білий слон · b5 чорний пішак · c5 чорний король · d5 білий кінь · h5 білий пішак · b4 чорний пішак · c4 білий слон · h4 білий ферзь · d3 чорний кінь · h3 біла тура · d2 чорний пішак · g1 чорний слон | g8 білий кінь · c7 чорний пішак · d7 біла тура · e7 чорний пішак · f7 білий пішак · h7 чорний слон · a6 білий король · c6 чорний пішак · e6 чорний кінь · g6 чорний пішак · h6 чорний ферзь · a5 білий слон · b5 чорний пішак · c5 чорний король · d5 білий кінь · h5 білий пішак · b4 чорний пішак · c4 білий слон · h4 білий ферзь · d3 чорний кінь · h3 біла тура · d2 чорний пішак · g1 чорний слон | g8 білий кінь · c7 чорний пішак · d7 біла тура · e7 чорний пішак · f7 білий пішак · h7 чорний слон · a6 білий король · c6 чорний пішак · e6 чорний кінь · g6 чорний пішак · h6 чорний ферзь · a5 білий слон · b5 чорний пішак · c5 чорний король · d5 білий кінь · h5 білий пішак · b4 чорний пішак · c4 білий слон · h4 білий ферзь · d3 чорний кінь · h3 біла тура · d2 чорний пішак · g1 чорний слон | g8 білий кінь · c7 чорний пішак · d7 біла тура · e7 чорний пішак · f7 білий пішак · h7 чорний слон · a6 білий король · c6 чорний пішак · e6 чорний кінь · g6 чорний пішак · h6 чорний ферзь · a5 білий слон · b5 чорний пішак · c5 чорний король · d5 білий кінь · h5 білий пішак · b4 чорний пішак · c4 білий слон · h4 білий ферзь · d3 чорний кінь · h3 біла тура · d2 чорний пішак · g1 чорний слон | g8 білий кінь · c7 чорний пішак · d7 біла тура · e7 чорний пішак · f7 білий пішак · h7 чорний слон · a6 білий король · c6 чорний пішак · e6 чорний кінь · g6 чорний пішак · h6 чорний ферзь · a5 білий слон · b5 чорний пішак · c5 чорний король · d5 білий кінь · h5 білий пішак · b4 чорний пішак · c4 білий слон · h4 білий ферзь · d3 чорний кінь · h3 біла тура · d2 чорний пішак · g1 чорний слон | 8 |
| 7 | g8 білий кінь · c7 чорний пішак · d7 біла тура · e7 чорний пішак · f7 білий пішак · h7 чорний слон · a6 білий король · c6 чорний пішак · e6 чорний кінь · g6 чорний пішак · h6 чорний ферзь · a5 білий слон · b5 чорний пішак · c5 чорний король · d5 білий кінь · h5 білий пішак · b4 чорний пішак · c4 білий слон · h4 білий ферзь · d3 чорний кінь · h3 біла тура · d2 чорний пішак · g1 чорний слон | g8 білий кінь · c7 чорний пішак · d7 біла тура · e7 чорний пішак · f7 білий пішак · h7 чорний слон · a6 білий король · c6 чорний пішак · e6 чорний кінь · g6 чорний пішак · h6 чорний ферзь · a5 білий слон · b5 чорний пішак · c5 чорний король · d5 білий кінь · h5 білий пішак · b4 чорний пішак · c4 білий слон · h4 білий ферзь · d3 чорний кінь · h3 біла тура · d2 чорний пішак · g1 чорний слон | g8 білий кінь · c7 чорний пішак · d7 біла тура · e7 чорний пішак · f7 білий пішак · h7 чорний слон · a6 білий король · c6 чорний пішак · e6 чорний кінь · g6 чорний пішак · h6 чорний ферзь · a5 білий слон · b5 чорний пішак · c5 чорний король · d5 білий кінь · h5 білий пішак · b4 чорний пішак · c4 білий слон · h4 білий ферзь · d3 чорний кінь · h3 біла тура · d2 чорний пішак · g1 чорний слон | g8 білий кінь · c7 чорний пішак · d7 біла тура · e7 чорний пішак · f7 білий пішак · h7 чорний слон · a6 білий король · c6 чорний пішак · e6 чорний кінь · g6 чорний пішак · h6 чорний ферзь · a5 білий слон · b5 чорний пішак · c5 чорний король · d5 білий кінь · h5 білий пішак · b4 чорний пішак · c4 білий слон · h4 білий ферзь · d3 чорний кінь · h3 біла тура · d2 чорний пішак · g1 чорний слон | g8 білий кінь · c7 чорний пішак · d7 біла тура · e7 чорний пішак · f7 білий пішак · h7 чорний слон · a6 білий король · c6 чорний пішак · e6 чорний кінь · g6 чорний пішак · h6 чорний ферзь · a5 білий слон · b5 чорний пішак · c5 чорний король · d5 білий кінь · h5 білий пішак · b4 чорний пішак · c4 білий слон · h4 білий ферзь · d3 чорний кінь · h3 біла тура · d2 чорний пішак · g1 чорний слон | g8 білий кінь · c7 чорний пішак · d7 біла тура · e7 чорний пішак · f7 білий пішак · h7 чорний слон · a6 білий король · c6 чорний пішак · e6 чорний кінь · g6 чорний пішак · h6 чорний ферзь · a5 білий слон · b5 чорний пішак · c5 чорний король · d5 білий кінь · h5 білий пішак · b4 чорний пішак · c4 білий слон · h4 білий ферзь · d3 чорний кінь · h3 біла тура · d2 чорний пішак · g1 чорний слон | g8 білий кінь · c7 чорний пішак · d7 біла тура · e7 чорний пішак · f7 білий пішак · h7 чорний слон · a6 білий король · c6 чорний пішак · e6 чорний кінь · g6 чорний пішак · h6 чорний ферзь · a5 білий слон · b5 чорний пішак · c5 чорний король · d5 білий кінь · h5 білий пішак · b4 чорний пішак · c4 білий слон · h4 білий ферзь · d3 чорний кінь · h3 біла тура · d2 чорний пішак · g1 чорний слон | g8 білий кінь · c7 чорний пішак · d7 біла тура · e7 чорний пішак · f7 білий пішак · h7 чорний слон · a6 білий король · c6 чорний пішак · e6 чорний кінь · g6 чорний пішак · h6 чорний ферзь · a5 білий слон · b5 чорний пішак · c5 чорний король · d5 білий кінь · h5 білий пішак · b4 чорний пішак · c4 білий слон · h4 білий ферзь · d3 чорний кінь · h3 біла тура · d2 чорний пішак · g1 чорний слон | 7 |
| 6 | g8 білий кінь · c7 чорний пішак · d7 біла тура · e7 чорний пішак · f7 білий пішак · h7 чорний слон · a6 білий король · c6 чорний пішак · e6 чорний кінь · g6 чорний пішак · h6 чорний ферзь · a5 білий слон · b5 чорний пішак · c5 чорний король · d5 білий кінь · h5 білий пішак · b4 чорний пішак · c4 білий слон · h4 білий ферзь · d3 чорний кінь · h3 біла тура · d2 чорний пішак · g1 чорний слон | g8 білий кінь · c7 чорний пішак · d7 біла тура · e7 чорний пішак · f7 білий пішак · h7 чорний слон · a6 білий король · c6 чорний пішак · e6 чорний кінь · g6 чорний пішак · h6 чорний ферзь · a5 білий слон · b5 чорний пішак · c5 чорний король · d5 білий кінь · h5 білий пішак · b4 чорний пішак · c4 білий слон · h4 білий ферзь · d3 чорний кінь · h3 біла тура · d2 чорний пішак · g1 чорний слон | g8 білий кінь · c7 чорний пішак · d7 біла тура · e7 чорний пішак · f7 білий пішак · h7 чорний слон · a6 білий король · c6 чорний пішак · e6 чорний кінь · g6 чорний пішак · h6 чорний ферзь · a5 білий слон · b5 чорний пішак · c5 чорний король · d5 білий кінь · h5 білий пішак · b4 чорний пішак · c4 білий слон · h4 білий ферзь · d3 чорний кінь · h3 біла тура · d2 чорний пішак · g1 чорний слон | g8 білий кінь · c7 чорний пішак · d7 біла тура · e7 чорний пішак · f7 білий пішак · h7 чорний слон · a6 білий король · c6 чорний пішак · e6 чорний кінь · g6 чорний пішак · h6 чорний ферзь · a5 білий слон · b5 чорний пішак · c5 чорний король · d5 білий кінь · h5 білий пішак · b4 чорний пішак · c4 білий слон · h4 білий ферзь · d3 чорний кінь · h3 біла тура · d2 чорний пішак · g1 чорний слон | g8 білий кінь · c7 чорний пішак · d7 біла тура · e7 чорний пішак · f7 білий пішак · h7 чорний слон · a6 білий король · c6 чорний пішак · e6 чорний кінь · g6 чорний пішак · h6 чорний ферзь · a5 білий слон · b5 чорний пішак · c5 чорний король · d5 білий кінь · h5 білий пішак · b4 чорний пішак · c4 білий слон · h4 білий ферзь · d3 чорний кінь · h3 біла тура · d2 чорний пішак · g1 чорний слон | g8 білий кінь · c7 чорний пішак · d7 біла тура · e7 чорний пішак · f7 білий пішак · h7 чорний слон · a6 білий король · c6 чорний пішак · e6 чорний кінь · g6 чорний пішак · h6 чорний ферзь · a5 білий слон · b5 чорний пішак · c5 чорний король · d5 білий кінь · h5 білий пішак · b4 чорний пішак · c4 білий слон · h4 білий ферзь · d3 чорний кінь · h3 біла тура · d2 чорний пішак · g1 чорний слон | g8 білий кінь · c7 чорний пішак · d7 біла тура · e7 чорний пішак · f7 білий пішак · h7 чорний слон · a6 білий король · c6 чорний пішак · e6 чорний кінь · g6 чорний пішак · h6 чорний ферзь · a5 білий слон · b5 чорний пішак · c5 чорний король · d5 білий кінь · h5 білий пішак · b4 чорний пішак · c4 білий слон · h4 білий ферзь · d3 чорний кінь · h3 біла тура · d2 чорний пішак · g1 чорний слон | g8 білий кінь · c7 чорний пішак · d7 біла тура · e7 чорний пішак · f7 білий пішак · h7 чорний слон · a6 білий король · c6 чорний пішак · e6 чорний кінь · g6 чорний пішак · h6 чорний ферзь · a5 білий слон · b5 чорний пішак · c5 чорний король · d5 білий кінь · h5 білий пішак · b4 чорний пішак · c4 білий слон · h4 білий ферзь · d3 чорний кінь · h3 біла тура · d2 чорний пішак · g1 чорний слон | 6 |
| 5 | g8 білий кінь · c7 чорний пішак · d7 біла тура · e7 чорний пішак · f7 білий пішак · h7 чорний слон · a6 білий король · c6 чорний пішак · e6 чорний кінь · g6 чорний пішак · h6 чорний ферзь · a5 білий слон · b5 чорний пішак · c5 чорний король · d5 білий кінь · h5 білий пішак · b4 чорний пішак · c4 білий слон · h4 білий ферзь · d3 чорний кінь · h3 біла тура · d2 чорний пішак · g1 чорний слон | g8 білий кінь · c7 чорний пішак · d7 біла тура · e7 чорний пішак · f7 білий пішак · h7 чорний слон · a6 білий король · c6 чорний пішак · e6 чорний кінь · g6 чорний пішак · h6 чорний ферзь · a5 білий слон · b5 чорний пішак · c5 чорний король · d5 білий кінь · h5 білий пішак · b4 чорний пішак · c4 білий слон · h4 білий ферзь · d3 чорний кінь · h3 біла тура · d2 чорний пішак · g1 чорний слон | g8 білий кінь · c7 чорний пішак · d7 біла тура · e7 чорний пішак · f7 білий пішак · h7 чорний слон · a6 білий король · c6 чорний пішак · e6 чорний кінь · g6 чорний пішак · h6 чорний ферзь · a5 білий слон · b5 чорний пішак · c5 чорний король · d5 білий кінь · h5 білий пішак · b4 чорний пішак · c4 білий слон · h4 білий ферзь · d3 чорний кінь · h3 біла тура · d2 чорний пішак · g1 чорний слон | g8 білий кінь · c7 чорний пішак · d7 біла тура · e7 чорний пішак · f7 білий пішак · h7 чорний слон · a6 білий король · c6 чорний пішак · e6 чорний кінь · g6 чорний пішак · h6 чорний ферзь · a5 білий слон · b5 чорний пішак · c5 чорний король · d5 білий кінь · h5 білий пішак · b4 чорний пішак · c4 білий слон · h4 білий ферзь · d3 чорний кінь · h3 біла тура · d2 чорний пішак · g1 чорний слон | g8 білий кінь · c7 чорний пішак · d7 біла тура · e7 чорний пішак · f7 білий пішак · h7 чорний слон · a6 білий король · c6 чорний пішак · e6 чорний кінь · g6 чорний пішак · h6 чорний ферзь · a5 білий слон · b5 чорний пішак · c5 чорний король · d5 білий кінь · h5 білий пішак · b4 чорний пішак · c4 білий слон · h4 білий ферзь · d3 чорний кінь · h3 біла тура · d2 чорний пішак · g1 чорний слон | g8 білий кінь · c7 чорний пішак · d7 біла тура · e7 чорний пішак · f7 білий пішак · h7 чорний слон · a6 білий король · c6 чорний пішак · e6 чорний кінь · g6 чорний пішак · h6 чорний ферзь · a5 білий слон · b5 чорний пішак · c5 чорний король · d5 білий кінь · h5 білий пішак · b4 чорний пішак · c4 білий слон · h4 білий ферзь · d3 чорний кінь · h3 біла тура · d2 чорний пішак · g1 чорний слон | g8 білий кінь · c7 чорний пішак · d7 біла тура · e7 чорний пішак · f7 білий пішак · h7 чорний слон · a6 білий король · c6 чорний пішак · e6 чорний кінь · g6 чорний пішак · h6 чорний ферзь · a5 білий слон · b5 чорний пішак · c5 чорний король · d5 білий кінь · h5 білий пішак · b4 чорний пішак · c4 білий слон · h4 білий ферзь · d3 чорний кінь · h3 біла тура · d2 чорний пішак · g1 чорний слон | g8 білий кінь · c7 чорний пішак · d7 біла тура · e7 чорний пішак · f7 білий пішак · h7 чорний слон · a6 білий король · c6 чорний пішак · e6 чорний кінь · g6 чорний пішак · h6 чорний ферзь · a5 білий слон · b5 чорний пішак · c5 чорний король · d5 білий кінь · h5 білий пішак · b4 чорний пішак · c4 білий слон · h4 білий ферзь · d3 чорний кінь · h3 біла тура · d2 чорний пішак · g1 чорний слон | 5 |
| 4 | g8 білий кінь · c7 чорний пішак · d7 біла тура · e7 чорний пішак · f7 білий пішак · h7 чорний слон · a6 білий король · c6 чорний пішак · e6 чорний кінь · g6 чорний пішак · h6 чорний ферзь · a5 білий слон · b5 чорний пішак · c5 чорний король · d5 білий кінь · h5 білий пішак · b4 чорний пішак · c4 білий слон · h4 білий ферзь · d3 чорний кінь · h3 біла тура · d2 чорний пішак · g1 чорний слон | g8 білий кінь · c7 чорний пішак · d7 біла тура · e7 чорний пішак · f7 білий пішак · h7 чорний слон · a6 білий король · c6 чорний пішак · e6 чорний кінь · g6 чорний пішак · h6 чорний ферзь · a5 білий слон · b5 чорний пішак · c5 чорний король · d5 білий кінь · h5 білий пішак · b4 чорний пішак · c4 білий слон · h4 білий ферзь · d3 чорний кінь · h3 біла тура · d2 чорний пішак · g1 чорний слон | g8 білий кінь · c7 чорний пішак · d7 біла тура · e7 чорний пішак · f7 білий пішак · h7 чорний слон · a6 білий король · c6 чорний пішак · e6 чорний кінь · g6 чорний пішак · h6 чорний ферзь · a5 білий слон · b5 чорний пішак · c5 чорний король · d5 білий кінь · h5 білий пішак · b4 чорний пішак · c4 білий слон · h4 білий ферзь · d3 чорний кінь · h3 біла тура · d2 чорний пішак · g1 чорний слон | g8 білий кінь · c7 чорний пішак · d7 біла тура · e7 чорний пішак · f7 білий пішак · h7 чорний слон · a6 білий король · c6 чорний пішак · e6 чорний кінь · g6 чорний пішак · h6 чорний ферзь · a5 білий слон · b5 чорний пішак · c5 чорний король · d5 білий кінь · h5 білий пішак · b4 чорний пішак · c4 білий слон · h4 білий ферзь · d3 чорний кінь · h3 біла тура · d2 чорний пішак · g1 чорний слон | g8 білий кінь · c7 чорний пішак · d7 біла тура · e7 чорний пішак · f7 білий пішак · h7 чорний слон · a6 білий король · c6 чорний пішак · e6 чорний кінь · g6 чорний пішак · h6 чорний ферзь · a5 білий слон · b5 чорний пішак · c5 чорний король · d5 білий кінь · h5 білий пішак · b4 чорний пішак · c4 білий слон · h4 білий ферзь · d3 чорний кінь · h3 біла тура · d2 чорний пішак · g1 чорний слон | g8 білий кінь · c7 чорний пішак · d7 біла тура · e7 чорний пішак · f7 білий пішак · h7 чорний слон · a6 білий король · c6 чорний пішак · e6 чорний кінь · g6 чорний пішак · h6 чорний ферзь · a5 білий слон · b5 чорний пішак · c5 чорний король · d5 білий кінь · h5 білий пішак · b4 чорний пішак · c4 білий слон · h4 білий ферзь · d3 чорний кінь · h3 біла тура · d2 чорний пішак · g1 чорний слон | g8 білий кінь · c7 чорний пішак · d7 біла тура · e7 чорний пішак · f7 білий пішак · h7 чорний слон · a6 білий король · c6 чорний пішак · e6 чорний кінь · g6 чорний пішак · h6 чорний ферзь · a5 білий слон · b5 чорний пішак · c5 чорний король · d5 білий кінь · h5 білий пішак · b4 чорний пішак · c4 білий слон · h4 білий ферзь · d3 чорний кінь · h3 біла тура · d2 чорний пішак · g1 чорний слон | g8 білий кінь · c7 чорний пішак · d7 біла тура · e7 чорний пішак · f7 білий пішак · h7 чорний слон · a6 білий король · c6 чорний пішак · e6 чорний кінь · g6 чорний пішак · h6 чорний ферзь · a5 білий слон · b5 чорний пішак · c5 чорний король · d5 білий кінь · h5 білий пішак · b4 чорний пішак · c4 білий слон · h4 білий ферзь · d3 чорний кінь · h3 біла тура · d2 чорний пішак · g1 чорний слон | 4 |
| 3 | g8 білий кінь · c7 чорний пішак · d7 біла тура · e7 чорний пішак · f7 білий пішак · h7 чорний слон · a6 білий король · c6 чорний пішак · e6 чорний кінь · g6 чорний пішак · h6 чорний ферзь · a5 білий слон · b5 чорний пішак · c5 чорний король · d5 білий кінь · h5 білий пішак · b4 чорний пішак · c4 білий слон · h4 білий ферзь · d3 чорний кінь · h3 біла тура · d2 чорний пішак · g1 чорний слон | g8 білий кінь · c7 чорний пішак · d7 біла тура · e7 чорний пішак · f7 білий пішак · h7 чорний слон · a6 білий король · c6 чорний пішак · e6 чорний кінь · g6 чорний пішак · h6 чорний ферзь · a5 білий слон · b5 чорний пішак · c5 чорний король · d5 білий кінь · h5 білий пішак · b4 чорний пішак · c4 білий слон · h4 білий ферзь · d3 чорний кінь · h3 біла тура · d2 чорний пішак · g1 чорний слон | g8 білий кінь · c7 чорний пішак · d7 біла тура · e7 чорний пішак · f7 білий пішак · h7 чорний слон · a6 білий король · c6 чорний пішак · e6 чорний кінь · g6 чорний пішак · h6 чорний ферзь · a5 білий слон · b5 чорний пішак · c5 чорний король · d5 білий кінь · h5 білий пішак · b4 чорний пішак · c4 білий слон · h4 білий ферзь · d3 чорний кінь · h3 біла тура · d2 чорний пішак · g1 чорний слон | g8 білий кінь · c7 чорний пішак · d7 біла тура · e7 чорний пішак · f7 білий пішак · h7 чорний слон · a6 білий король · c6 чорний пішак · e6 чорний кінь · g6 чорний пішак · h6 чорний ферзь · a5 білий слон · b5 чорний пішак · c5 чорний король · d5 білий кінь · h5 білий пішак · b4 чорний пішак · c4 білий слон · h4 білий ферзь · d3 чорний кінь · h3 біла тура · d2 чорний пішак · g1 чорний слон | g8 білий кінь · c7 чорний пішак · d7 біла тура · e7 чорний пішак · f7 білий пішак · h7 чорний слон · a6 білий король · c6 чорний пішак · e6 чорний кінь · g6 чорний пішак · h6 чорний ферзь · a5 білий слон · b5 чорний пішак · c5 чорний король · d5 білий кінь · h5 білий пішак · b4 чорний пішак · c4 білий слон · h4 білий ферзь · d3 чорний кінь · h3 біла тура · d2 чорний пішак · g1 чорний слон | g8 білий кінь · c7 чорний пішак · d7 біла тура · e7 чорний пішак · f7 білий пішак · h7 чорний слон · a6 білий король · c6 чорний пішак · e6 чорний кінь · g6 чорний пішак · h6 чорний ферзь · a5 білий слон · b5 чорний пішак · c5 чорний король · d5 білий кінь · h5 білий пішак · b4 чорний пішак · c4 білий слон · h4 білий ферзь · d3 чорний кінь · h3 біла тура · d2 чорний пішак · g1 чорний слон | g8 білий кінь · c7 чорний пішак · d7 біла тура · e7 чорний пішак · f7 білий пішак · h7 чорний слон · a6 білий король · c6 чорний пішак · e6 чорний кінь · g6 чорний пішак · h6 чорний ферзь · a5 білий слон · b5 чорний пішак · c5 чорний король · d5 білий кінь · h5 білий пішак · b4 чорний пішак · c4 білий слон · h4 білий ферзь · d3 чорний кінь · h3 біла тура · d2 чорний пішак · g1 чорний слон | g8 білий кінь · c7 чорний пішак · d7 біла тура · e7 чорний пішак · f7 білий пішак · h7 чорний слон · a6 білий король · c6 чорний пішак · e6 чорний кінь · g6 чорний пішак · h6 чорний ферзь · a5 білий слон · b5 чорний пішак · c5 чорний король · d5 білий кінь · h5 білий пішак · b4 чорний пішак · c4 білий слон · h4 білий ферзь · d3 чорний кінь · h3 біла тура · d2 чорний пішак · g1 чорний слон | 3 |
| 2 | g8 білий кінь · c7 чорний пішак · d7 біла тура · e7 чорний пішак · f7 білий пішак · h7 чорний слон · a6 білий король · c6 чорний пішак · e6 чорний кінь · g6 чорний пішак · h6 чорний ферзь · a5 білий слон · b5 чорний пішак · c5 чорний король · d5 білий кінь · h5 білий пішак · b4 чорний пішак · c4 білий слон · h4 білий ферзь · d3 чорний кінь · h3 біла тура · d2 чорний пішак · g1 чорний слон | g8 білий кінь · c7 чорний пішак · d7 біла тура · e7 чорний пішак · f7 білий пішак · h7 чорний слон · a6 білий король · c6 чорний пішак · e6 чорний кінь · g6 чорний пішак · h6 чорний ферзь · a5 білий слон · b5 чорний пішак · c5 чорний король · d5 білий кінь · h5 білий пішак · b4 чорний пішак · c4 білий слон · h4 білий ферзь · d3 чорний кінь · h3 біла тура · d2 чорний пішак · g1 чорний слон | g8 білий кінь · c7 чорний пішак · d7 біла тура · e7 чорний пішак · f7 білий пішак · h7 чорний слон · a6 білий король · c6 чорний пішак · e6 чорний кінь · g6 чорний пішак · h6 чорний ферзь · a5 білий слон · b5 чорний пішак · c5 чорний король · d5 білий кінь · h5 білий пішак · b4 чорний пішак · c4 білий слон · h4 білий ферзь · d3 чорний кінь · h3 біла тура · d2 чорний пішак · g1 чорний слон | g8 білий кінь · c7 чорний пішак · d7 біла тура · e7 чорний пішак · f7 білий пішак · h7 чорний слон · a6 білий король · c6 чорний пішак · e6 чорний кінь · g6 чорний пішак · h6 чорний ферзь · a5 білий слон · b5 чорний пішак · c5 чорний король · d5 білий кінь · h5 білий пішак · b4 чорний пішак · c4 білий слон · h4 білий ферзь · d3 чорний кінь · h3 біла тура · d2 чорний пішак · g1 чорний слон | g8 білий кінь · c7 чорний пішак · d7 біла тура · e7 чорний пішак · f7 білий пішак · h7 чорний слон · a6 білий король · c6 чорний пішак · e6 чорний кінь · g6 чорний пішак · h6 чорний ферзь · a5 білий слон · b5 чорний пішак · c5 чорний король · d5 білий кінь · h5 білий пішак · b4 чорний пішак · c4 білий слон · h4 білий ферзь · d3 чорний кінь · h3 біла тура · d2 чорний пішак · g1 чорний слон | g8 білий кінь · c7 чорний пішак · d7 біла тура · e7 чорний пішак · f7 білий пішак · h7 чорний слон · a6 білий король · c6 чорний пішак · e6 чорний кінь · g6 чорний пішак · h6 чорний ферзь · a5 білий слон · b5 чорний пішак · c5 чорний король · d5 білий кінь · h5 білий пішак · b4 чорний пішак · c4 білий слон · h4 білий ферзь · d3 чорний кінь · h3 біла тура · d2 чорний пішак · g1 чорний слон | g8 білий кінь · c7 чорний пішак · d7 біла тура · e7 чорний пішак · f7 білий пішак · h7 чорний слон · a6 білий король · c6 чорний пішак · e6 чорний кінь · g6 чорний пішак · h6 чорний ферзь · a5 білий слон · b5 чорний пішак · c5 чорний король · d5 білий кінь · h5 білий пішак · b4 чорний пішак · c4 білий слон · h4 білий ферзь · d3 чорний кінь · h3 біла тура · d2 чорний пішак · g1 чорний слон | g8 білий кінь · c7 чорний пішак · d7 біла тура · e7 чорний пішак · f7 білий пішак · h7 чорний слон · a6 білий король · c6 чорний пішак · e6 чорний кінь · g6 чорний пішак · h6 чорний ферзь · a5 білий слон · b5 чорний пішак · c5 чорний король · d5 білий кінь · h5 білий пішак · b4 чорний пішак · c4 білий слон · h4 білий ферзь · d3 чорний кінь · h3 біла тура · d2 чорний пішак · g1 чорний слон | 2 |
| 1 | g8 білий кінь · c7 чорний пішак · d7 біла тура · e7 чорний пішак · f7 білий пішак · h7 чорний слон · a6 білий король · c6 чорний пішак · e6 чорний кінь · g6 чорний пішак · h6 чорний ферзь · a5 білий слон · b5 чорний пішак · c5 чорний король · d5 білий кінь · h5 білий пішак · b4 чорний пішак · c4 білий слон · h4 білий ферзь · d3 чорний кінь · h3 біла тура · d2 чорний пішак · g1 чорний слон | g8 білий кінь · c7 чорний пішак · d7 біла тура · e7 чорний пішак · f7 білий пішак · h7 чорний слон · a6 білий король · c6 чорний пішак · e6 чорний кінь · g6 чорний пішак · h6 чорний ферзь · a5 білий слон · b5 чорний пішак · c5 чорний король · d5 білий кінь · h5 білий пішак · b4 чорний пішак · c4 білий слон · h4 білий ферзь · d3 чорний кінь · h3 біла тура · d2 чорний пішак · g1 чорний слон | g8 білий кінь · c7 чорний пішак · d7 біла тура · e7 чорний пішак · f7 білий пішак · h7 чорний слон · a6 білий король · c6 чорний пішак · e6 чорний кінь · g6 чорний пішак · h6 чорний ферзь · a5 білий слон · b5 чорний пішак · c5 чорний король · d5 білий кінь · h5 білий пішак · b4 чорний пішак · c4 білий слон · h4 білий ферзь · d3 чорний кінь · h3 біла тура · d2 чорний пішак · g1 чорний слон | g8 білий кінь · c7 чорний пішак · d7 біла тура · e7 чорний пішак · f7 білий пішак · h7 чорний слон · a6 білий король · c6 чорний пішак · e6 чорний кінь · g6 чорний пішак · h6 чорний ферзь · a5 білий слон · b5 чорний пішак · c5 чорний король · d5 білий кінь · h5 білий пішак · b4 чорний пішак · c4 білий слон · h4 білий ферзь · d3 чорний кінь · h3 біла тура · d2 чорний пішак · g1 чорний слон | g8 білий кінь · c7 чорний пішак · d7 біла тура · e7 чорний пішак · f7 білий пішак · h7 чорний слон · a6 білий король · c6 чорний пішак · e6 чорний кінь · g6 чорний пішак · h6 чорний ферзь · a5 білий слон · b5 чорний пішак · c5 чорний король · d5 білий кінь · h5 білий пішак · b4 чорний пішак · c4 білий слон · h4 білий ферзь · d3 чорний кінь · h3 біла тура · d2 чорний пішак · g1 чорний слон | g8 білий кінь · c7 чорний пішак · d7 біла тура · e7 чорний пішак · f7 білий пішак · h7 чорний слон · a6 білий король · c6 чорний пішак · e6 чорний кінь · g6 чорний пішак · h6 чорний ферзь · a5 білий слон · b5 чорний пішак · c5 чорний король · d5 білий кінь · h5 білий пішак · b4 чорний пішак · c4 білий слон · h4 білий ферзь · d3 чорний кінь · h3 біла тура · d2 чорний пішак · g1 чорний слон | g8 білий кінь · c7 чорний пішак · d7 біла тура · e7 чорний пішак · f7 білий пішак · h7 чорний слон · a6 білий король · c6 чорний пішак · e6 чорний кінь · g6 чорний пішак · h6 чорний ферзь · a5 білий слон · b5 чорний пішак · c5 чорний король · d5 білий кінь · h5 білий пішак · b4 чорний пішак · c4 білий слон · h4 білий ферзь · d3 чорний кінь · h3 біла тура · d2 чорний пішак · g1 чорний слон | g8 білий кінь · c7 чорний пішак · d7 біла тура · e7 чорний пішак · f7 білий пішак · h7 чорний слон · a6 білий король · c6 чорний пішак · e6 чорний кінь · g6 чорний пішак · h6 чорний ферзь · a5 білий слон · b5 чорний пішак · c5 чорний король · d5 білий кінь · h5 білий пішак · b4 чорний пішак · c4 білий слон · h4 білий ферзь · d3 чорний кінь · h3 біла тура · d2 чорний пішак · g1 чорний слон | 1 |
|   | a | b | c | d | e | f | g | h |   |

FEN: 6N1/2pRpP1b/K1p1n1pq/BpkN3P/1pB4Q/3n3R/3p4/6b1
1. Bb3! ~ 2. Bxb4  Sxb4  3. Qb4#
1. ... Sdf4 2. Sb4 Sd5 3. Sd3#
1. ... Sef4 2. Sc7 Sd5 3. Se6#
У кожному з двох тематичних варіантів взаємно міняються місцями коні — білий і чорний.
|   | a | b | c | d | e | f | g | h |   |
| 8 | e8 білий король · c6 білий слон · e6 білий кінь · f6 чорний король · f5 білий пішак · e4 білий пішак | e8 білий король · c6 білий слон · e6 білий кінь · f6 чорний король · f5 білий пішак · e4 білий пішак | e8 білий король · c6 білий слон · e6 білий кінь · f6 чорний король · f5 білий пішак · e4 білий пішак | e8 білий король · c6 білий слон · e6 білий кінь · f6 чорний король · f5 білий пішак · e4 білий пішак | e8 білий король · c6 білий слон · e6 білий кінь · f6 чорний король · f5 білий пішак · e4 білий пішак | e8 білий король · c6 білий слон · e6 білий кінь · f6 чорний король · f5 білий пішак · e4 білий пішак | e8 білий король · c6 білий слон · e6 білий кінь · f6 чорний король · f5 білий пішак · e4 білий пішак | e8 білий король · c6 білий слон · e6 білий кінь · f6 чорний король · f5 білий пішак · e4 білий пішак | 8 |
| 7 | e8 білий король · c6 білий слон · e6 білий кінь · f6 чорний король · f5 білий пішак · e4 білий пішак | e8 білий король · c6 білий слон · e6 білий кінь · f6 чорний король · f5 білий пішак · e4 білий пішак | e8 білий король · c6 білий слон · e6 білий кінь · f6 чорний король · f5 білий пішак · e4 білий пішак | e8 білий король · c6 білий слон · e6 білий кінь · f6 чорний король · f5 білий пішак · e4 білий пішак | e8 білий король · c6 білий слон · e6 білий кінь · f6 чорний король · f5 білий пішак · e4 білий пішак | e8 білий король · c6 білий слон · e6 білий кінь · f6 чорний король · f5 білий пішак · e4 білий пішак | e8 білий король · c6 білий слон · e6 білий кінь · f6 чорний король · f5 білий пішак · e4 білий пішак | e8 білий король · c6 білий слон · e6 білий кінь · f6 чорний король · f5 білий пішак · e4 білий пішак | 7 |
| 6 | e8 білий король · c6 білий слон · e6 білий кінь · f6 чорний король · f5 білий пішак · e4 білий пішак | e8 білий король · c6 білий слон · e6 білий кінь · f6 чорний король · f5 білий пішак · e4 білий пішак | e8 білий король · c6 білий слон · e6 білий кінь · f6 чорний король · f5 білий пішак · e4 білий пішак | e8 білий король · c6 білий слон · e6 білий кінь · f6 чорний король · f5 білий пішак · e4 білий пішак | e8 білий король · c6 білий слон · e6 білий кінь · f6 чорний король · f5 білий пішак · e4 білий пішак | e8 білий король · c6 білий слон · e6 білий кінь · f6 чорний король · f5 білий пішак · e4 білий пішак | e8 білий король · c6 білий слон · e6 білий кінь · f6 чорний король · f5 білий пішак · e4 білий пішак | e8 білий король · c6 білий слон · e6 білий кінь · f6 чорний король · f5 білий пішак · e4 білий пішак | 6 |
| 5 | e8 білий король · c6 білий слон · e6 білий кінь · f6 чорний король · f5 білий пішак · e4 білий пішак | e8 білий король · c6 білий слон · e6 білий кінь · f6 чорний король · f5 білий пішак · e4 білий пішак | e8 білий король · c6 білий слон · e6 білий кінь · f6 чорний король · f5 білий пішак · e4 білий пішак | e8 білий король · c6 білий слон · e6 білий кінь · f6 чорний король · f5 білий пішак · e4 білий пішак | e8 білий король · c6 білий слон · e6 білий кінь · f6 чорний король · f5 білий пішак · e4 білий пішак | e8 білий король · c6 білий слон · e6 білий кінь · f6 чорний король · f5 білий пішак · e4 білий пішак | e8 білий король · c6 білий слон · e6 білий кінь · f6 чорний король · f5 білий пішак · e4 білий пішак | e8 білий король · c6 білий слон · e6 білий кінь · f6 чорний король · f5 білий пішак · e4 білий пішак | 5 |
| 4 | e8 білий король · c6 білий слон · e6 білий кінь · f6 чорний король · f5 білий пішак · e4 білий пішак | e8 білий король · c6 білий слон · e6 білий кінь · f6 чорний король · f5 білий пішак · e4 білий пішак | e8 білий король · c6 білий слон · e6 білий кінь · f6 чорний король · f5 білий пішак · e4 білий пішак | e8 білий король · c6 білий слон · e6 білий кінь · f6 чорний король · f5 білий пішак · e4 білий пішак | e8 білий король · c6 білий слон · e6 білий кінь · f6 чорний король · f5 білий пішак · e4 білий пішак | e8 білий король · c6 білий слон · e6 білий кінь · f6 чорний король · f5 білий пішак · e4 білий пішак | e8 білий король · c6 білий слон · e6 білий кінь · f6 чорний король · f5 білий пішак · e4 білий пішак | e8 білий король · c6 білий слон · e6 білий кінь · f6 чорний король · f5 білий пішак · e4 білий пішак | 4 |
| 3 | e8 білий король · c6 білий слон · e6 білий кінь · f6 чорний король · f5 білий пішак · e4 білий пішак | e8 білий король · c6 білий слон · e6 білий кінь · f6 чорний король · f5 білий пішак · e4 білий пішак | e8 білий король · c6 білий слон · e6 білий кінь · f6 чорний король · f5 білий пішак · e4 білий пішак | e8 білий король · c6 білий слон · e6 білий кінь · f6 чорний король · f5 білий пішак · e4 білий пішак | e8 білий король · c6 білий слон · e6 білий кінь · f6 чорний король · f5 білий пішак · e4 білий пішак | e8 білий король · c6 білий слон · e6 білий кінь · f6 чорний король · f5 білий пішак · e4 білий пішак | e8 білий король · c6 білий слон · e6 білий кінь · f6 чорний король · f5 білий пішак · e4 білий пішак | e8 білий король · c6 білий слон · e6 білий кінь · f6 чорний король · f5 білий пішак · e4 білий пішак | 3 |
| 2 | e8 білий король · c6 білий слон · e6 білий кінь · f6 чорний король · f5 білий пішак · e4 білий пішак | e8 білий король · c6 білий слон · e6 білий кінь · f6 чорний король · f5 білий пішак · e4 білий пішак | e8 білий король · c6 білий слон · e6 білий кінь · f6 чорний король · f5 білий пішак · e4 білий пішак | e8 білий король · c6 білий слон · e6 білий кінь · f6 чорний король · f5 білий пішак · e4 білий пішак | e8 білий король · c6 білий слон · e6 білий кінь · f6 чорний король · f5 білий пішак · e4 білий пішак | e8 білий король · c6 білий слон · e6 білий кінь · f6 чорний король · f5 білий пішак · e4 білий пішак | e8 білий король · c6 білий слон · e6 білий кінь · f6 чорний король · f5 білий пішак · e4 білий пішак | e8 білий король · c6 білий слон · e6 білий кінь · f6 чорний король · f5 білий пішак · e4 білий пішак | 2 |
| 1 | e8 білий король · c6 білий слон · e6 білий кінь · f6 чорний король · f5 білий пішак · e4 білий пішак | e8 білий король · c6 білий слон · e6 білий кінь · f6 чорний король · f5 білий пішак · e4 білий пішак | e8 білий король · c6 білий слон · e6 білий кінь · f6 чорний король · f5 білий пішак · e4 білий пішак | e8 білий король · c6 білий слон · e6 білий кінь · f6 чорний король · f5 білий пішак · e4 білий пішак | e8 білий король · c6 білий слон · e6 білий кінь · f6 чорний король · f5 білий пішак · e4 білий пішак | e8 білий король · c6 білий слон · e6 білий кінь · f6 чорний король · f5 білий пішак · e4 білий пішак | e8 білий король · c6 білий слон · e6 білий кінь · f6 чорний король · f5 білий пішак · e4 білий пішак | e8 білий король · c6 білий слон · e6 білий кінь · f6 чорний король · f5 білий пішак · e4 білий пішак | 1 |
|   | a | b | c | d | e | f | g | h |   |

FEN: 4K3/8/2B1Nk2/5P2/4P3/8/8/8
1. Bb7!
1. ...  Ke5  2. Kf7  Kd6  3. Kf6 Kd7  4. e5 Ke8   5. Lc6#
В цій задачі Рівненська тема виражена у багатоходівці. Чорний і білий королі взаємно помінялися місцями.
|   | a | b | c | d | e | f | g | h |   |
| 8 | a8 білий слон · b8 білий король · f8 білий слон · d7 чорний пішак · f7 біла тура · d6 білий кінь · e6 чорний пішак · c5 чорний пішак · d5 білий кінь · e5 білий пішак · f5 чорний слон · d4 чорний пішак · e4 чорна тура · g4 білий пішак · h4 чорний кінь · f3 чорний король · h3 білий пішак · d2 біла тура · f2 білий пішак · e1 чорний кінь · f1 білий ферзь · g1 чорний слон | a8 білий слон · b8 білий король · f8 білий слон · d7 чорний пішак · f7 біла тура · d6 білий кінь · e6 чорний пішак · c5 чорний пішак · d5 білий кінь · e5 білий пішак · f5 чорний слон · d4 чорний пішак · e4 чорна тура · g4 білий пішак · h4 чорний кінь · f3 чорний король · h3 білий пішак · d2 біла тура · f2 білий пішак · e1 чорний кінь · f1 білий ферзь · g1 чорний слон | a8 білий слон · b8 білий король · f8 білий слон · d7 чорний пішак · f7 біла тура · d6 білий кінь · e6 чорний пішак · c5 чорний пішак · d5 білий кінь · e5 білий пішак · f5 чорний слон · d4 чорний пішак · e4 чорна тура · g4 білий пішак · h4 чорний кінь · f3 чорний король · h3 білий пішак · d2 біла тура · f2 білий пішак · e1 чорний кінь · f1 білий ферзь · g1 чорний слон | a8 білий слон · b8 білий король · f8 білий слон · d7 чорний пішак · f7 біла тура · d6 білий кінь · e6 чорний пішак · c5 чорний пішак · d5 білий кінь · e5 білий пішак · f5 чорний слон · d4 чорний пішак · e4 чорна тура · g4 білий пішак · h4 чорний кінь · f3 чорний король · h3 білий пішак · d2 біла тура · f2 білий пішак · e1 чорний кінь · f1 білий ферзь · g1 чорний слон | a8 білий слон · b8 білий король · f8 білий слон · d7 чорний пішак · f7 біла тура · d6 білий кінь · e6 чорний пішак · c5 чорний пішак · d5 білий кінь · e5 білий пішак · f5 чорний слон · d4 чорний пішак · e4 чорна тура · g4 білий пішак · h4 чорний кінь · f3 чорний король · h3 білий пішак · d2 біла тура · f2 білий пішак · e1 чорний кінь · f1 білий ферзь · g1 чорний слон | a8 білий слон · b8 білий король · f8 білий слон · d7 чорний пішак · f7 біла тура · d6 білий кінь · e6 чорний пішак · c5 чорний пішак · d5 білий кінь · e5 білий пішак · f5 чорний слон · d4 чорний пішак · e4 чорна тура · g4 білий пішак · h4 чорний кінь · f3 чорний король · h3 білий пішак · d2 біла тура · f2 білий пішак · e1 чорний кінь · f1 білий ферзь · g1 чорний слон | a8 білий слон · b8 білий король · f8 білий слон · d7 чорний пішак · f7 біла тура · d6 білий кінь · e6 чорний пішак · c5 чорний пішак · d5 білий кінь · e5 білий пішак · f5 чорний слон · d4 чорний пішак · e4 чорна тура · g4 білий пішак · h4 чорний кінь · f3 чорний король · h3 білий пішак · d2 біла тура · f2 білий пішак · e1 чорний кінь · f1 білий ферзь · g1 чорний слон | a8 білий слон · b8 білий король · f8 білий слон · d7 чорний пішак · f7 біла тура · d6 білий кінь · e6 чорний пішак · c5 чорний пішак · d5 білий кінь · e5 білий пішак · f5 чорний слон · d4 чорний пішак · e4 чорна тура · g4 білий пішак · h4 чорний кінь · f3 чорний король · h3 білий пішак · d2 біла тура · f2 білий пішак · e1 чорний кінь · f1 білий ферзь · g1 чорний слон | 8 |
| 7 | a8 білий слон · b8 білий король · f8 білий слон · d7 чорний пішак · f7 біла тура · d6 білий кінь · e6 чорний пішак · c5 чорний пішак · d5 білий кінь · e5 білий пішак · f5 чорний слон · d4 чорний пішак · e4 чорна тура · g4 білий пішак · h4 чорний кінь · f3 чорний король · h3 білий пішак · d2 біла тура · f2 білий пішак · e1 чорний кінь · f1 білий ферзь · g1 чорний слон | a8 білий слон · b8 білий король · f8 білий слон · d7 чорний пішак · f7 біла тура · d6 білий кінь · e6 чорний пішак · c5 чорний пішак · d5 білий кінь · e5 білий пішак · f5 чорний слон · d4 чорний пішак · e4 чорна тура · g4 білий пішак · h4 чорний кінь · f3 чорний король · h3 білий пішак · d2 біла тура · f2 білий пішак · e1 чорний кінь · f1 білий ферзь · g1 чорний слон | a8 білий слон · b8 білий король · f8 білий слон · d7 чорний пішак · f7 біла тура · d6 білий кінь · e6 чорний пішак · c5 чорний пішак · d5 білий кінь · e5 білий пішак · f5 чорний слон · d4 чорний пішак · e4 чорна тура · g4 білий пішак · h4 чорний кінь · f3 чорний король · h3 білий пішак · d2 біла тура · f2 білий пішак · e1 чорний кінь · f1 білий ферзь · g1 чорний слон | a8 білий слон · b8 білий король · f8 білий слон · d7 чорний пішак · f7 біла тура · d6 білий кінь · e6 чорний пішак · c5 чорний пішак · d5 білий кінь · e5 білий пішак · f5 чорний слон · d4 чорний пішак · e4 чорна тура · g4 білий пішак · h4 чорний кінь · f3 чорний король · h3 білий пішак · d2 біла тура · f2 білий пішак · e1 чорний кінь · f1 білий ферзь · g1 чорний слон | a8 білий слон · b8 білий король · f8 білий слон · d7 чорний пішак · f7 біла тура · d6 білий кінь · e6 чорний пішак · c5 чорний пішак · d5 білий кінь · e5 білий пішак · f5 чорний слон · d4 чорний пішак · e4 чорна тура · g4 білий пішак · h4 чорний кінь · f3 чорний король · h3 білий пішак · d2 біла тура · f2 білий пішак · e1 чорний кінь · f1 білий ферзь · g1 чорний слон | a8 білий слон · b8 білий король · f8 білий слон · d7 чорний пішак · f7 біла тура · d6 білий кінь · e6 чорний пішак · c5 чорний пішак · d5 білий кінь · e5 білий пішак · f5 чорний слон · d4 чорний пішак · e4 чорна тура · g4 білий пішак · h4 чорний кінь · f3 чорний король · h3 білий пішак · d2 біла тура · f2 білий пішак · e1 чорний кінь · f1 білий ферзь · g1 чорний слон | a8 білий слон · b8 білий король · f8 білий слон · d7 чорний пішак · f7 біла тура · d6 білий кінь · e6 чорний пішак · c5 чорний пішак · d5 білий кінь · e5 білий пішак · f5 чорний слон · d4 чорний пішак · e4 чорна тура · g4 білий пішак · h4 чорний кінь · f3 чорний король · h3 білий пішак · d2 біла тура · f2 білий пішак · e1 чорний кінь · f1 білий ферзь · g1 чорний слон | a8 білий слон · b8 білий король · f8 білий слон · d7 чорний пішак · f7 біла тура · d6 білий кінь · e6 чорний пішак · c5 чорний пішак · d5 білий кінь · e5 білий пішак · f5 чорний слон · d4 чорний пішак · e4 чорна тура · g4 білий пішак · h4 чорний кінь · f3 чорний король · h3 білий пішак · d2 біла тура · f2 білий пішак · e1 чорний кінь · f1 білий ферзь · g1 чорний слон | 7 |
| 6 | a8 білий слон · b8 білий король · f8 білий слон · d7 чорний пішак · f7 біла тура · d6 білий кінь · e6 чорний пішак · c5 чорний пішак · d5 білий кінь · e5 білий пішак · f5 чорний слон · d4 чорний пішак · e4 чорна тура · g4 білий пішак · h4 чорний кінь · f3 чорний король · h3 білий пішак · d2 біла тура · f2 білий пішак · e1 чорний кінь · f1 білий ферзь · g1 чорний слон | a8 білий слон · b8 білий король · f8 білий слон · d7 чорний пішак · f7 біла тура · d6 білий кінь · e6 чорний пішак · c5 чорний пішак · d5 білий кінь · e5 білий пішак · f5 чорний слон · d4 чорний пішак · e4 чорна тура · g4 білий пішак · h4 чорний кінь · f3 чорний король · h3 білий пішак · d2 біла тура · f2 білий пішак · e1 чорний кінь · f1 білий ферзь · g1 чорний слон | a8 білий слон · b8 білий король · f8 білий слон · d7 чорний пішак · f7 біла тура · d6 білий кінь · e6 чорний пішак · c5 чорний пішак · d5 білий кінь · e5 білий пішак · f5 чорний слон · d4 чорний пішак · e4 чорна тура · g4 білий пішак · h4 чорний кінь · f3 чорний король · h3 білий пішак · d2 біла тура · f2 білий пішак · e1 чорний кінь · f1 білий ферзь · g1 чорний слон | a8 білий слон · b8 білий король · f8 білий слон · d7 чорний пішак · f7 біла тура · d6 білий кінь · e6 чорний пішак · c5 чорний пішак · d5 білий кінь · e5 білий пішак · f5 чорний слон · d4 чорний пішак · e4 чорна тура · g4 білий пішак · h4 чорний кінь · f3 чорний король · h3 білий пішак · d2 біла тура · f2 білий пішак · e1 чорний кінь · f1 білий ферзь · g1 чорний слон | a8 білий слон · b8 білий король · f8 білий слон · d7 чорний пішак · f7 біла тура · d6 білий кінь · e6 чорний пішак · c5 чорний пішак · d5 білий кінь · e5 білий пішак · f5 чорний слон · d4 чорний пішак · e4 чорна тура · g4 білий пішак · h4 чорний кінь · f3 чорний король · h3 білий пішак · d2 біла тура · f2 білий пішак · e1 чорний кінь · f1 білий ферзь · g1 чорний слон | a8 білий слон · b8 білий король · f8 білий слон · d7 чорний пішак · f7 біла тура · d6 білий кінь · e6 чорний пішак · c5 чорний пішак · d5 білий кінь · e5 білий пішак · f5 чорний слон · d4 чорний пішак · e4 чорна тура · g4 білий пішак · h4 чорний кінь · f3 чорний король · h3 білий пішак · d2 біла тура · f2 білий пішак · e1 чорний кінь · f1 білий ферзь · g1 чорний слон | a8 білий слон · b8 білий король · f8 білий слон · d7 чорний пішак · f7 біла тура · d6 білий кінь · e6 чорний пішак · c5 чорний пішак · d5 білий кінь · e5 білий пішак · f5 чорний слон · d4 чорний пішак · e4 чорна тура · g4 білий пішак · h4 чорний кінь · f3 чорний король · h3 білий пішак · d2 біла тура · f2 білий пішак · e1 чорний кінь · f1 білий ферзь · g1 чорний слон | a8 білий слон · b8 білий король · f8 білий слон · d7 чорний пішак · f7 біла тура · d6 білий кінь · e6 чорний пішак · c5 чорний пішак · d5 білий кінь · e5 білий пішак · f5 чорний слон · d4 чорний пішак · e4 чорна тура · g4 білий пішак · h4 чорний кінь · f3 чорний король · h3 білий пішак · d2 біла тура · f2 білий пішак · e1 чорний кінь · f1 білий ферзь · g1 чорний слон | 6 |
| 5 | a8 білий слон · b8 білий король · f8 білий слон · d7 чорний пішак · f7 біла тура · d6 білий кінь · e6 чорний пішак · c5 чорний пішак · d5 білий кінь · e5 білий пішак · f5 чорний слон · d4 чорний пішак · e4 чорна тура · g4 білий пішак · h4 чорний кінь · f3 чорний король · h3 білий пішак · d2 біла тура · f2 білий пішак · e1 чорний кінь · f1 білий ферзь · g1 чорний слон | a8 білий слон · b8 білий король · f8 білий слон · d7 чорний пішак · f7 біла тура · d6 білий кінь · e6 чорний пішак · c5 чорний пішак · d5 білий кінь · e5 білий пішак · f5 чорний слон · d4 чорний пішак · e4 чорна тура · g4 білий пішак · h4 чорний кінь · f3 чорний король · h3 білий пішак · d2 біла тура · f2 білий пішак · e1 чорний кінь · f1 білий ферзь · g1 чорний слон | a8 білий слон · b8 білий король · f8 білий слон · d7 чорний пішак · f7 біла тура · d6 білий кінь · e6 чорний пішак · c5 чорний пішак · d5 білий кінь · e5 білий пішак · f5 чорний слон · d4 чорний пішак · e4 чорна тура · g4 білий пішак · h4 чорний кінь · f3 чорний король · h3 білий пішак · d2 біла тура · f2 білий пішак · e1 чорний кінь · f1 білий ферзь · g1 чорний слон | a8 білий слон · b8 білий король · f8 білий слон · d7 чорний пішак · f7 біла тура · d6 білий кінь · e6 чорний пішак · c5 чорний пішак · d5 білий кінь · e5 білий пішак · f5 чорний слон · d4 чорний пішак · e4 чорна тура · g4 білий пішак · h4 чорний кінь · f3 чорний король · h3 білий пішак · d2 біла тура · f2 білий пішак · e1 чорний кінь · f1 білий ферзь · g1 чорний слон | a8 білий слон · b8 білий король · f8 білий слон · d7 чорний пішак · f7 біла тура · d6 білий кінь · e6 чорний пішак · c5 чорний пішак · d5 білий кінь · e5 білий пішак · f5 чорний слон · d4 чорний пішак · e4 чорна тура · g4 білий пішак · h4 чорний кінь · f3 чорний король · h3 білий пішак · d2 біла тура · f2 білий пішак · e1 чорний кінь · f1 білий ферзь · g1 чорний слон | a8 білий слон · b8 білий король · f8 білий слон · d7 чорний пішак · f7 біла тура · d6 білий кінь · e6 чорний пішак · c5 чорний пішак · d5 білий кінь · e5 білий пішак · f5 чорний слон · d4 чорний пішак · e4 чорна тура · g4 білий пішак · h4 чорний кінь · f3 чорний король · h3 білий пішак · d2 біла тура · f2 білий пішак · e1 чорний кінь · f1 білий ферзь · g1 чорний слон | a8 білий слон · b8 білий король · f8 білий слон · d7 чорний пішак · f7 біла тура · d6 білий кінь · e6 чорний пішак · c5 чорний пішак · d5 білий кінь · e5 білий пішак · f5 чорний слон · d4 чорний пішак · e4 чорна тура · g4 білий пішак · h4 чорний кінь · f3 чорний король · h3 білий пішак · d2 біла тура · f2 білий пішак · e1 чорний кінь · f1 білий ферзь · g1 чорний слон | a8 білий слон · b8 білий король · f8 білий слон · d7 чорний пішак · f7 біла тура · d6 білий кінь · e6 чорний пішак · c5 чорний пішак · d5 білий кінь · e5 білий пішак · f5 чорний слон · d4 чорний пішак · e4 чорна тура · g4 білий пішак · h4 чорний кінь · f3 чорний король · h3 білий пішак · d2 біла тура · f2 білий пішак · e1 чорний кінь · f1 білий ферзь · g1 чорний слон | 5 |
| 4 | a8 білий слон · b8 білий король · f8 білий слон · d7 чорний пішак · f7 біла тура · d6 білий кінь · e6 чорний пішак · c5 чорний пішак · d5 білий кінь · e5 білий пішак · f5 чорний слон · d4 чорний пішак · e4 чорна тура · g4 білий пішак · h4 чорний кінь · f3 чорний король · h3 білий пішак · d2 біла тура · f2 білий пішак · e1 чорний кінь · f1 білий ферзь · g1 чорний слон | a8 білий слон · b8 білий король · f8 білий слон · d7 чорний пішак · f7 біла тура · d6 білий кінь · e6 чорний пішак · c5 чорний пішак · d5 білий кінь · e5 білий пішак · f5 чорний слон · d4 чорний пішак · e4 чорна тура · g4 білий пішак · h4 чорний кінь · f3 чорний король · h3 білий пішак · d2 біла тура · f2 білий пішак · e1 чорний кінь · f1 білий ферзь · g1 чорний слон | a8 білий слон · b8 білий король · f8 білий слон · d7 чорний пішак · f7 біла тура · d6 білий кінь · e6 чорний пішак · c5 чорний пішак · d5 білий кінь · e5 білий пішак · f5 чорний слон · d4 чорний пішак · e4 чорна тура · g4 білий пішак · h4 чорний кінь · f3 чорний король · h3 білий пішак · d2 біла тура · f2 білий пішак · e1 чорний кінь · f1 білий ферзь · g1 чорний слон | a8 білий слон · b8 білий король · f8 білий слон · d7 чорний пішак · f7 біла тура · d6 білий кінь · e6 чорний пішак · c5 чорний пішак · d5 білий кінь · e5 білий пішак · f5 чорний слон · d4 чорний пішак · e4 чорна тура · g4 білий пішак · h4 чорний кінь · f3 чорний король · h3 білий пішак · d2 біла тура · f2 білий пішак · e1 чорний кінь · f1 білий ферзь · g1 чорний слон | a8 білий слон · b8 білий король · f8 білий слон · d7 чорний пішак · f7 біла тура · d6 білий кінь · e6 чорний пішак · c5 чорний пішак · d5 білий кінь · e5 білий пішак · f5 чорний слон · d4 чорний пішак · e4 чорна тура · g4 білий пішак · h4 чорний кінь · f3 чорний король · h3 білий пішак · d2 біла тура · f2 білий пішак · e1 чорний кінь · f1 білий ферзь · g1 чорний слон | a8 білий слон · b8 білий король · f8 білий слон · d7 чорний пішак · f7 біла тура · d6 білий кінь · e6 чорний пішак · c5 чорний пішак · d5 білий кінь · e5 білий пішак · f5 чорний слон · d4 чорний пішак · e4 чорна тура · g4 білий пішак · h4 чорний кінь · f3 чорний король · h3 білий пішак · d2 біла тура · f2 білий пішак · e1 чорний кінь · f1 білий ферзь · g1 чорний слон | a8 білий слон · b8 білий король · f8 білий слон · d7 чорний пішак · f7 біла тура · d6 білий кінь · e6 чорний пішак · c5 чорний пішак · d5 білий кінь · e5 білий пішак · f5 чорний слон · d4 чорний пішак · e4 чорна тура · g4 білий пішак · h4 чорний кінь · f3 чорний король · h3 білий пішак · d2 біла тура · f2 білий пішак · e1 чорний кінь · f1 білий ферзь · g1 чорний слон | a8 білий слон · b8 білий король · f8 білий слон · d7 чорний пішак · f7 біла тура · d6 білий кінь · e6 чорний пішак · c5 чорний пішак · d5 білий кінь · e5 білий пішак · f5 чорний слон · d4 чорний пішак · e4 чорна тура · g4 білий пішак · h4 чорний кінь · f3 чорний король · h3 білий пішак · d2 біла тура · f2 білий пішак · e1 чорний кінь · f1 білий ферзь · g1 чорний слон | 4 |
| 3 | a8 білий слон · b8 білий король · f8 білий слон · d7 чорний пішак · f7 біла тура · d6 білий кінь · e6 чорний пішак · c5 чорний пішак · d5 білий кінь · e5 білий пішак · f5 чорний слон · d4 чорний пішак · e4 чорна тура · g4 білий пішак · h4 чорний кінь · f3 чорний король · h3 білий пішак · d2 біла тура · f2 білий пішак · e1 чорний кінь · f1 білий ферзь · g1 чорний слон | a8 білий слон · b8 білий король · f8 білий слон · d7 чорний пішак · f7 біла тура · d6 білий кінь · e6 чорний пішак · c5 чорний пішак · d5 білий кінь · e5 білий пішак · f5 чорний слон · d4 чорний пішак · e4 чорна тура · g4 білий пішак · h4 чорний кінь · f3 чорний король · h3 білий пішак · d2 біла тура · f2 білий пішак · e1 чорний кінь · f1 білий ферзь · g1 чорний слон | a8 білий слон · b8 білий король · f8 білий слон · d7 чорний пішак · f7 біла тура · d6 білий кінь · e6 чорний пішак · c5 чорний пішак · d5 білий кінь · e5 білий пішак · f5 чорний слон · d4 чорний пішак · e4 чорна тура · g4 білий пішак · h4 чорний кінь · f3 чорний король · h3 білий пішак · d2 біла тура · f2 білий пішак · e1 чорний кінь · f1 білий ферзь · g1 чорний слон | a8 білий слон · b8 білий король · f8 білий слон · d7 чорний пішак · f7 біла тура · d6 білий кінь · e6 чорний пішак · c5 чорний пішак · d5 білий кінь · e5 білий пішак · f5 чорний слон · d4 чорний пішак · e4 чорна тура · g4 білий пішак · h4 чорний кінь · f3 чорний король · h3 білий пішак · d2 біла тура · f2 білий пішак · e1 чорний кінь · f1 білий ферзь · g1 чорний слон | a8 білий слон · b8 білий король · f8 білий слон · d7 чорний пішак · f7 біла тура · d6 білий кінь · e6 чорний пішак · c5 чорний пішак · d5 білий кінь · e5 білий пішак · f5 чорний слон · d4 чорний пішак · e4 чорна тура · g4 білий пішак · h4 чорний кінь · f3 чорний король · h3 білий пішак · d2 біла тура · f2 білий пішак · e1 чорний кінь · f1 білий ферзь · g1 чорний слон | a8 білий слон · b8 білий король · f8 білий слон · d7 чорний пішак · f7 біла тура · d6 білий кінь · e6 чорний пішак · c5 чорний пішак · d5 білий кінь · e5 білий пішак · f5 чорний слон · d4 чорний пішак · e4 чорна тура · g4 білий пішак · h4 чорний кінь · f3 чорний король · h3 білий пішак · d2 біла тура · f2 білий пішак · e1 чорний кінь · f1 білий ферзь · g1 чорний слон | a8 білий слон · b8 білий король · f8 білий слон · d7 чорний пішак · f7 біла тура · d6 білий кінь · e6 чорний пішак · c5 чорний пішак · d5 білий кінь · e5 білий пішак · f5 чорний слон · d4 чорний пішак · e4 чорна тура · g4 білий пішак · h4 чорний кінь · f3 чорний король · h3 білий пішак · d2 біла тура · f2 білий пішак · e1 чорний кінь · f1 білий ферзь · g1 чорний слон | a8 білий слон · b8 білий король · f8 білий слон · d7 чорний пішак · f7 біла тура · d6 білий кінь · e6 чорний пішак · c5 чорний пішак · d5 білий кінь · e5 білий пішак · f5 чорний слон · d4 чорний пішак · e4 чорна тура · g4 білий пішак · h4 чорний кінь · f3 чорний король · h3 білий пішак · d2 біла тура · f2 білий пішак · e1 чорний кінь · f1 білий ферзь · g1 чорний слон | 3 |
| 2 | a8 білий слон · b8 білий король · f8 білий слон · d7 чорний пішак · f7 біла тура · d6 білий кінь · e6 чорний пішак · c5 чорний пішак · d5 білий кінь · e5 білий пішак · f5 чорний слон · d4 чорний пішак · e4 чорна тура · g4 білий пішак · h4 чорний кінь · f3 чорний король · h3 білий пішак · d2 біла тура · f2 білий пішак · e1 чорний кінь · f1 білий ферзь · g1 чорний слон | a8 білий слон · b8 білий король · f8 білий слон · d7 чорний пішак · f7 біла тура · d6 білий кінь · e6 чорний пішак · c5 чорний пішак · d5 білий кінь · e5 білий пішак · f5 чорний слон · d4 чорний пішак · e4 чорна тура · g4 білий пішак · h4 чорний кінь · f3 чорний король · h3 білий пішак · d2 біла тура · f2 білий пішак · e1 чорний кінь · f1 білий ферзь · g1 чорний слон | a8 білий слон · b8 білий король · f8 білий слон · d7 чорний пішак · f7 біла тура · d6 білий кінь · e6 чорний пішак · c5 чорний пішак · d5 білий кінь · e5 білий пішак · f5 чорний слон · d4 чорний пішак · e4 чорна тура · g4 білий пішак · h4 чорний кінь · f3 чорний король · h3 білий пішак · d2 біла тура · f2 білий пішак · e1 чорний кінь · f1 білий ферзь · g1 чорний слон | a8 білий слон · b8 білий король · f8 білий слон · d7 чорний пішак · f7 біла тура · d6 білий кінь · e6 чорний пішак · c5 чорний пішак · d5 білий кінь · e5 білий пішак · f5 чорний слон · d4 чорний пішак · e4 чорна тура · g4 білий пішак · h4 чорний кінь · f3 чорний король · h3 білий пішак · d2 біла тура · f2 білий пішак · e1 чорний кінь · f1 білий ферзь · g1 чорний слон | a8 білий слон · b8 білий король · f8 білий слон · d7 чорний пішак · f7 біла тура · d6 білий кінь · e6 чорний пішак · c5 чорний пішак · d5 білий кінь · e5 білий пішак · f5 чорний слон · d4 чорний пішак · e4 чорна тура · g4 білий пішак · h4 чорний кінь · f3 чорний король · h3 білий пішак · d2 біла тура · f2 білий пішак · e1 чорний кінь · f1 білий ферзь · g1 чорний слон | a8 білий слон · b8 білий король · f8 білий слон · d7 чорний пішак · f7 біла тура · d6 білий кінь · e6 чорний пішак · c5 чорний пішак · d5 білий кінь · e5 білий пішак · f5 чорний слон · d4 чорний пішак · e4 чорна тура · g4 білий пішак · h4 чорний кінь · f3 чорний король · h3 білий пішак · d2 біла тура · f2 білий пішак · e1 чорний кінь · f1 білий ферзь · g1 чорний слон | a8 білий слон · b8 білий король · f8 білий слон · d7 чорний пішак · f7 біла тура · d6 білий кінь · e6 чорний пішак · c5 чорний пішак · d5 білий кінь · e5 білий пішак · f5 чорний слон · d4 чорний пішак · e4 чорна тура · g4 білий пішак · h4 чорний кінь · f3 чорний король · h3 білий пішак · d2 біла тура · f2 білий пішак · e1 чорний кінь · f1 білий ферзь · g1 чорний слон | a8 білий слон · b8 білий король · f8 білий слон · d7 чорний пішак · f7 біла тура · d6 білий кінь · e6 чорний пішак · c5 чорний пішак · d5 білий кінь · e5 білий пішак · f5 чорний слон · d4 чорний пішак · e4 чорна тура · g4 білий пішак · h4 чорний кінь · f3 чорний король · h3 білий пішак · d2 біла тура · f2 білий пішак · e1 чорний кінь · f1 білий ферзь · g1 чорний слон | 2 |
| 1 | a8 білий слон · b8 білий король · f8 білий слон · d7 чорний пішак · f7 біла тура · d6 білий кінь · e6 чорний пішак · c5 чорний пішак · d5 білий кінь · e5 білий пішак · f5 чорний слон · d4 чорний пішак · e4 чорна тура · g4 білий пішак · h4 чорний кінь · f3 чорний король · h3 білий пішак · d2 біла тура · f2 білий пішак · e1 чорний кінь · f1 білий ферзь · g1 чорний слон | a8 білий слон · b8 білий король · f8 білий слон · d7 чорний пішак · f7 біла тура · d6 білий кінь · e6 чорний пішак · c5 чорний пішак · d5 білий кінь · e5 білий пішак · f5 чорний слон · d4 чорний пішак · e4 чорна тура · g4 білий пішак · h4 чорний кінь · f3 чорний король · h3 білий пішак · d2 біла тура · f2 білий пішак · e1 чорний кінь · f1 білий ферзь · g1 чорний слон | a8 білий слон · b8 білий король · f8 білий слон · d7 чорний пішак · f7 біла тура · d6 білий кінь · e6 чорний пішак · c5 чорний пішак · d5 білий кінь · e5 білий пішак · f5 чорний слон · d4 чорний пішак · e4 чорна тура · g4 білий пішак · h4 чорний кінь · f3 чорний король · h3 білий пішак · d2 біла тура · f2 білий пішак · e1 чорний кінь · f1 білий ферзь · g1 чорний слон | a8 білий слон · b8 білий король · f8 білий слон · d7 чорний пішак · f7 біла тура · d6 білий кінь · e6 чорний пішак · c5 чорний пішак · d5 білий кінь · e5 білий пішак · f5 чорний слон · d4 чорний пішак · e4 чорна тура · g4 білий пішак · h4 чорний кінь · f3 чорний король · h3 білий пішак · d2 біла тура · f2 білий пішак · e1 чорний кінь · f1 білий ферзь · g1 чорний слон | a8 білий слон · b8 білий король · f8 білий слон · d7 чорний пішак · f7 біла тура · d6 білий кінь · e6 чорний пішак · c5 чорний пішак · d5 білий кінь · e5 білий пішак · f5 чорний слон · d4 чорний пішак · e4 чорна тура · g4 білий пішак · h4 чорний кінь · f3 чорний король · h3 білий пішак · d2 біла тура · f2 білий пішак · e1 чорний кінь · f1 білий ферзь · g1 чорний слон | a8 білий слон · b8 білий король · f8 білий слон · d7 чорний пішак · f7 біла тура · d6 білий кінь · e6 чорний пішак · c5 чорний пішак · d5 білий кінь · e5 білий пішак · f5 чорний слон · d4 чорний пішак · e4 чорна тура · g4 білий пішак · h4 чорний кінь · f3 чорний король · h3 білий пішак · d2 біла тура · f2 білий пішак · e1 чорний кінь · f1 білий ферзь · g1 чорний слон | a8 білий слон · b8 білий король · f8 білий слон · d7 чорний пішак · f7 біла тура · d6 білий кінь · e6 чорний пішак · c5 чорний пішак · d5 білий кінь · e5 білий пішак · f5 чорний слон · d4 чорний пішак · e4 чорна тура · g4 білий пішак · h4 чорний кінь · f3 чорний король · h3 білий пішак · d2 біла тура · f2 білий пішак · e1 чорний кінь · f1 білий ферзь · g1 чорний слон | a8 білий слон · b8 білий король · f8 білий слон · d7 чорний пішак · f7 біла тура · d6 білий кінь · e6 чорний пішак · c5 чорний пішак · d5 білий кінь · e5 білий пішак · f5 чорний слон · d4 чорний пішак · e4 чорна тура · g4 білий пішак · h4 чорний кінь · f3 чорний король · h3 білий пішак · d2 біла тура · f2 білий пішак · e1 чорний кінь · f1 білий ферзь · g1 чорний слон | 1 |
|   | a | b | c | d | e | f | g | h |   |

FEN: BK3B2/3p1R2/3Np3/2pNPb2/3pr1Pn/5k1P/3R1P2/4nQb1
1.Sf4! ~ 2. Sh5 ~ 3. Bxe4#
1. ... Seg2 2. Sd3 Sf4 3. Se1#
1. ... Shg2 2. Sg6 Sf4 3. Sh4#
- — - — - — -
1. ... Bh2  2. Se2 Bf4 3. Sg1#
В цій задачі білий кінь іде на поле, з якого потім міняється місцями з чорними фігурами.Третій варіант є створений спонтанно і показаний як додаткова гра, бо на той час коли задача була вперше опублікована, розширення теми не розглядалось. Зважаючи на опис нижче в розділі «Розширення теми», слід розглядати цей третій варіант, як тематичний. В цьому варіанті взаємно міняються білий кінь і чорний слон.

## Тема в кооперативному жанрі
Тема в кооперативному жанрі може бути виражена і в двоходівках. В наступних задачах  показано вираження теми в цьому жанрі.
|   | a | b | c | d | e | f | g | h |   |
| 8 | g8 чорний кінь · h8 чорний король · f7 чорний кінь · h7 чорний пішак · e6 білий кінь · b5 чорний пішак · f5 білий кінь · c4 чорний слон · e4 білий король · d3 чорний пішак · f3 чорна тура · a2 чорний ферзь · e2 чорний пішак · f2 чорна тура · g2 чорний пішак | g8 чорний кінь · h8 чорний король · f7 чорний кінь · h7 чорний пішак · e6 білий кінь · b5 чорний пішак · f5 білий кінь · c4 чорний слон · e4 білий король · d3 чорний пішак · f3 чорна тура · a2 чорний ферзь · e2 чорний пішак · f2 чорна тура · g2 чорний пішак | g8 чорний кінь · h8 чорний король · f7 чорний кінь · h7 чорний пішак · e6 білий кінь · b5 чорний пішак · f5 білий кінь · c4 чорний слон · e4 білий король · d3 чорний пішак · f3 чорна тура · a2 чорний ферзь · e2 чорний пішак · f2 чорна тура · g2 чорний пішак | g8 чорний кінь · h8 чорний король · f7 чорний кінь · h7 чорний пішак · e6 білий кінь · b5 чорний пішак · f5 білий кінь · c4 чорний слон · e4 білий король · d3 чорний пішак · f3 чорна тура · a2 чорний ферзь · e2 чорний пішак · f2 чорна тура · g2 чорний пішак | g8 чорний кінь · h8 чорний король · f7 чорний кінь · h7 чорний пішак · e6 білий кінь · b5 чорний пішак · f5 білий кінь · c4 чорний слон · e4 білий король · d3 чорний пішак · f3 чорна тура · a2 чорний ферзь · e2 чорний пішак · f2 чорна тура · g2 чорний пішак | g8 чорний кінь · h8 чорний король · f7 чорний кінь · h7 чорний пішак · e6 білий кінь · b5 чорний пішак · f5 білий кінь · c4 чорний слон · e4 білий король · d3 чорний пішак · f3 чорна тура · a2 чорний ферзь · e2 чорний пішак · f2 чорна тура · g2 чорний пішак | g8 чорний кінь · h8 чорний король · f7 чорний кінь · h7 чорний пішак · e6 білий кінь · b5 чорний пішак · f5 білий кінь · c4 чорний слон · e4 білий король · d3 чорний пішак · f3 чорна тура · a2 чорний ферзь · e2 чорний пішак · f2 чорна тура · g2 чорний пішак | g8 чорний кінь · h8 чорний король · f7 чорний кінь · h7 чорний пішак · e6 білий кінь · b5 чорний пішак · f5 білий кінь · c4 чорний слон · e4 білий король · d3 чорний пішак · f3 чорна тура · a2 чорний ферзь · e2 чорний пішак · f2 чорна тура · g2 чорний пішак | 8 |
| 7 | g8 чорний кінь · h8 чорний король · f7 чорний кінь · h7 чорний пішак · e6 білий кінь · b5 чорний пішак · f5 білий кінь · c4 чорний слон · e4 білий король · d3 чорний пішак · f3 чорна тура · a2 чорний ферзь · e2 чорний пішак · f2 чорна тура · g2 чорний пішак | g8 чорний кінь · h8 чорний король · f7 чорний кінь · h7 чорний пішак · e6 білий кінь · b5 чорний пішак · f5 білий кінь · c4 чорний слон · e4 білий король · d3 чорний пішак · f3 чорна тура · a2 чорний ферзь · e2 чорний пішак · f2 чорна тура · g2 чорний пішак | g8 чорний кінь · h8 чорний король · f7 чорний кінь · h7 чорний пішак · e6 білий кінь · b5 чорний пішак · f5 білий кінь · c4 чорний слон · e4 білий король · d3 чорний пішак · f3 чорна тура · a2 чорний ферзь · e2 чорний пішак · f2 чорна тура · g2 чорний пішак | g8 чорний кінь · h8 чорний король · f7 чорний кінь · h7 чорний пішак · e6 білий кінь · b5 чорний пішак · f5 білий кінь · c4 чорний слон · e4 білий король · d3 чорний пішак · f3 чорна тура · a2 чорний ферзь · e2 чорний пішак · f2 чорна тура · g2 чорний пішак | g8 чорний кінь · h8 чорний король · f7 чорний кінь · h7 чорний пішак · e6 білий кінь · b5 чорний пішак · f5 білий кінь · c4 чорний слон · e4 білий король · d3 чорний пішак · f3 чорна тура · a2 чорний ферзь · e2 чорний пішак · f2 чорна тура · g2 чорний пішак | g8 чорний кінь · h8 чорний король · f7 чорний кінь · h7 чорний пішак · e6 білий кінь · b5 чорний пішак · f5 білий кінь · c4 чорний слон · e4 білий король · d3 чорний пішак · f3 чорна тура · a2 чорний ферзь · e2 чорний пішак · f2 чорна тура · g2 чорний пішак | g8 чорний кінь · h8 чорний король · f7 чорний кінь · h7 чорний пішак · e6 білий кінь · b5 чорний пішак · f5 білий кінь · c4 чорний слон · e4 білий король · d3 чорний пішак · f3 чорна тура · a2 чорний ферзь · e2 чорний пішак · f2 чорна тура · g2 чорний пішак | g8 чорний кінь · h8 чорний король · f7 чорний кінь · h7 чорний пішак · e6 білий кінь · b5 чорний пішак · f5 білий кінь · c4 чорний слон · e4 білий король · d3 чорний пішак · f3 чорна тура · a2 чорний ферзь · e2 чорний пішак · f2 чорна тура · g2 чорний пішак | 7 |
| 6 | g8 чорний кінь · h8 чорний король · f7 чорний кінь · h7 чорний пішак · e6 білий кінь · b5 чорний пішак · f5 білий кінь · c4 чорний слон · e4 білий король · d3 чорний пішак · f3 чорна тура · a2 чорний ферзь · e2 чорний пішак · f2 чорна тура · g2 чорний пішак | g8 чорний кінь · h8 чорний король · f7 чорний кінь · h7 чорний пішак · e6 білий кінь · b5 чорний пішак · f5 білий кінь · c4 чорний слон · e4 білий король · d3 чорний пішак · f3 чорна тура · a2 чорний ферзь · e2 чорний пішак · f2 чорна тура · g2 чорний пішак | g8 чорний кінь · h8 чорний король · f7 чорний кінь · h7 чорний пішак · e6 білий кінь · b5 чорний пішак · f5 білий кінь · c4 чорний слон · e4 білий король · d3 чорний пішак · f3 чорна тура · a2 чорний ферзь · e2 чорний пішак · f2 чорна тура · g2 чорний пішак | g8 чорний кінь · h8 чорний король · f7 чорний кінь · h7 чорний пішак · e6 білий кінь · b5 чорний пішак · f5 білий кінь · c4 чорний слон · e4 білий король · d3 чорний пішак · f3 чорна тура · a2 чорний ферзь · e2 чорний пішак · f2 чорна тура · g2 чорний пішак | g8 чорний кінь · h8 чорний король · f7 чорний кінь · h7 чорний пішак · e6 білий кінь · b5 чорний пішак · f5 білий кінь · c4 чорний слон · e4 білий король · d3 чорний пішак · f3 чорна тура · a2 чорний ферзь · e2 чорний пішак · f2 чорна тура · g2 чорний пішак | g8 чорний кінь · h8 чорний король · f7 чорний кінь · h7 чорний пішак · e6 білий кінь · b5 чорний пішак · f5 білий кінь · c4 чорний слон · e4 білий король · d3 чорний пішак · f3 чорна тура · a2 чорний ферзь · e2 чорний пішак · f2 чорна тура · g2 чорний пішак | g8 чорний кінь · h8 чорний король · f7 чорний кінь · h7 чорний пішак · e6 білий кінь · b5 чорний пішак · f5 білий кінь · c4 чорний слон · e4 білий король · d3 чорний пішак · f3 чорна тура · a2 чорний ферзь · e2 чорний пішак · f2 чорна тура · g2 чорний пішак | g8 чорний кінь · h8 чорний король · f7 чорний кінь · h7 чорний пішак · e6 білий кінь · b5 чорний пішак · f5 білий кінь · c4 чорний слон · e4 білий король · d3 чорний пішак · f3 чорна тура · a2 чорний ферзь · e2 чорний пішак · f2 чорна тура · g2 чорний пішак | 6 |
| 5 | g8 чорний кінь · h8 чорний король · f7 чорний кінь · h7 чорний пішак · e6 білий кінь · b5 чорний пішак · f5 білий кінь · c4 чорний слон · e4 білий король · d3 чорний пішак · f3 чорна тура · a2 чорний ферзь · e2 чорний пішак · f2 чорна тура · g2 чорний пішак | g8 чорний кінь · h8 чорний король · f7 чорний кінь · h7 чорний пішак · e6 білий кінь · b5 чорний пішак · f5 білий кінь · c4 чорний слон · e4 білий король · d3 чорний пішак · f3 чорна тура · a2 чорний ферзь · e2 чорний пішак · f2 чорна тура · g2 чорний пішак | g8 чорний кінь · h8 чорний король · f7 чорний кінь · h7 чорний пішак · e6 білий кінь · b5 чорний пішак · f5 білий кінь · c4 чорний слон · e4 білий король · d3 чорний пішак · f3 чорна тура · a2 чорний ферзь · e2 чорний пішак · f2 чорна тура · g2 чорний пішак | g8 чорний кінь · h8 чорний король · f7 чорний кінь · h7 чорний пішак · e6 білий кінь · b5 чорний пішак · f5 білий кінь · c4 чорний слон · e4 білий король · d3 чорний пішак · f3 чорна тура · a2 чорний ферзь · e2 чорний пішак · f2 чорна тура · g2 чорний пішак | g8 чорний кінь · h8 чорний король · f7 чорний кінь · h7 чорний пішак · e6 білий кінь · b5 чорний пішак · f5 білий кінь · c4 чорний слон · e4 білий король · d3 чорний пішак · f3 чорна тура · a2 чорний ферзь · e2 чорний пішак · f2 чорна тура · g2 чорний пішак | g8 чорний кінь · h8 чорний король · f7 чорний кінь · h7 чорний пішак · e6 білий кінь · b5 чорний пішак · f5 білий кінь · c4 чорний слон · e4 білий король · d3 чорний пішак · f3 чорна тура · a2 чорний ферзь · e2 чорний пішак · f2 чорна тура · g2 чорний пішак | g8 чорний кінь · h8 чорний король · f7 чорний кінь · h7 чорний пішак · e6 білий кінь · b5 чорний пішак · f5 білий кінь · c4 чорний слон · e4 білий король · d3 чорний пішак · f3 чорна тура · a2 чорний ферзь · e2 чорний пішак · f2 чорна тура · g2 чорний пішак | g8 чорний кінь · h8 чорний король · f7 чорний кінь · h7 чорний пішак · e6 білий кінь · b5 чорний пішак · f5 білий кінь · c4 чорний слон · e4 білий король · d3 чорний пішак · f3 чорна тура · a2 чорний ферзь · e2 чорний пішак · f2 чорна тура · g2 чорний пішак | 5 |
| 4 | g8 чорний кінь · h8 чорний король · f7 чорний кінь · h7 чорний пішак · e6 білий кінь · b5 чорний пішак · f5 білий кінь · c4 чорний слон · e4 білий король · d3 чорний пішак · f3 чорна тура · a2 чорний ферзь · e2 чорний пішак · f2 чорна тура · g2 чорний пішак | g8 чорний кінь · h8 чорний король · f7 чорний кінь · h7 чорний пішак · e6 білий кінь · b5 чорний пішак · f5 білий кінь · c4 чорний слон · e4 білий король · d3 чорний пішак · f3 чорна тура · a2 чорний ферзь · e2 чорний пішак · f2 чорна тура · g2 чорний пішак | g8 чорний кінь · h8 чорний король · f7 чорний кінь · h7 чорний пішак · e6 білий кінь · b5 чорний пішак · f5 білий кінь · c4 чорний слон · e4 білий король · d3 чорний пішак · f3 чорна тура · a2 чорний ферзь · e2 чорний пішак · f2 чорна тура · g2 чорний пішак | g8 чорний кінь · h8 чорний король · f7 чорний кінь · h7 чорний пішак · e6 білий кінь · b5 чорний пішак · f5 білий кінь · c4 чорний слон · e4 білий король · d3 чорний пішак · f3 чорна тура · a2 чорний ферзь · e2 чорний пішак · f2 чорна тура · g2 чорний пішак | g8 чорний кінь · h8 чорний король · f7 чорний кінь · h7 чорний пішак · e6 білий кінь · b5 чорний пішак · f5 білий кінь · c4 чорний слон · e4 білий король · d3 чорний пішак · f3 чорна тура · a2 чорний ферзь · e2 чорний пішак · f2 чорна тура · g2 чорний пішак | g8 чорний кінь · h8 чорний король · f7 чорний кінь · h7 чорний пішак · e6 білий кінь · b5 чорний пішак · f5 білий кінь · c4 чорний слон · e4 білий король · d3 чорний пішак · f3 чорна тура · a2 чорний ферзь · e2 чорний пішак · f2 чорна тура · g2 чорний пішак | g8 чорний кінь · h8 чорний король · f7 чорний кінь · h7 чорний пішак · e6 білий кінь · b5 чорний пішак · f5 білий кінь · c4 чорний слон · e4 білий король · d3 чорний пішак · f3 чорна тура · a2 чорний ферзь · e2 чорний пішак · f2 чорна тура · g2 чорний пішак | g8 чорний кінь · h8 чорний король · f7 чорний кінь · h7 чорний пішак · e6 білий кінь · b5 чорний пішак · f5 білий кінь · c4 чорний слон · e4 білий король · d3 чорний пішак · f3 чорна тура · a2 чорний ферзь · e2 чорний пішак · f2 чорна тура · g2 чорний пішак | 4 |
| 3 | g8 чорний кінь · h8 чорний король · f7 чорний кінь · h7 чорний пішак · e6 білий кінь · b5 чорний пішак · f5 білий кінь · c4 чорний слон · e4 білий король · d3 чорний пішак · f3 чорна тура · a2 чорний ферзь · e2 чорний пішак · f2 чорна тура · g2 чорний пішак | g8 чорний кінь · h8 чорний король · f7 чорний кінь · h7 чорний пішак · e6 білий кінь · b5 чорний пішак · f5 білий кінь · c4 чорний слон · e4 білий король · d3 чорний пішак · f3 чорна тура · a2 чорний ферзь · e2 чорний пішак · f2 чорна тура · g2 чорний пішак | g8 чорний кінь · h8 чорний король · f7 чорний кінь · h7 чорний пішак · e6 білий кінь · b5 чорний пішак · f5 білий кінь · c4 чорний слон · e4 білий король · d3 чорний пішак · f3 чорна тура · a2 чорний ферзь · e2 чорний пішак · f2 чорна тура · g2 чорний пішак | g8 чорний кінь · h8 чорний король · f7 чорний кінь · h7 чорний пішак · e6 білий кінь · b5 чорний пішак · f5 білий кінь · c4 чорний слон · e4 білий король · d3 чорний пішак · f3 чорна тура · a2 чорний ферзь · e2 чорний пішак · f2 чорна тура · g2 чорний пішак | g8 чорний кінь · h8 чорний король · f7 чорний кінь · h7 чорний пішак · e6 білий кінь · b5 чорний пішак · f5 білий кінь · c4 чорний слон · e4 білий король · d3 чорний пішак · f3 чорна тура · a2 чорний ферзь · e2 чорний пішак · f2 чорна тура · g2 чорний пішак | g8 чорний кінь · h8 чорний король · f7 чорний кінь · h7 чорний пішак · e6 білий кінь · b5 чорний пішак · f5 білий кінь · c4 чорний слон · e4 білий король · d3 чорний пішак · f3 чорна тура · a2 чорний ферзь · e2 чорний пішак · f2 чорна тура · g2 чорний пішак | g8 чорний кінь · h8 чорний король · f7 чорний кінь · h7 чорний пішак · e6 білий кінь · b5 чорний пішак · f5 білий кінь · c4 чорний слон · e4 білий король · d3 чорний пішак · f3 чорна тура · a2 чорний ферзь · e2 чорний пішак · f2 чорна тура · g2 чорний пішак | g8 чорний кінь · h8 чорний король · f7 чорний кінь · h7 чорний пішак · e6 білий кінь · b5 чорний пішак · f5 білий кінь · c4 чорний слон · e4 білий король · d3 чорний пішак · f3 чорна тура · a2 чорний ферзь · e2 чорний пішак · f2 чорна тура · g2 чорний пішак | 3 |
| 2 | g8 чорний кінь · h8 чорний король · f7 чорний кінь · h7 чорний пішак · e6 білий кінь · b5 чорний пішак · f5 білий кінь · c4 чорний слон · e4 білий король · d3 чорний пішак · f3 чорна тура · a2 чорний ферзь · e2 чорний пішак · f2 чорна тура · g2 чорний пішак | g8 чорний кінь · h8 чорний король · f7 чорний кінь · h7 чорний пішак · e6 білий кінь · b5 чорний пішак · f5 білий кінь · c4 чорний слон · e4 білий король · d3 чорний пішак · f3 чорна тура · a2 чорний ферзь · e2 чорний пішак · f2 чорна тура · g2 чорний пішак | g8 чорний кінь · h8 чорний король · f7 чорний кінь · h7 чорний пішак · e6 білий кінь · b5 чорний пішак · f5 білий кінь · c4 чорний слон · e4 білий король · d3 чорний пішак · f3 чорна тура · a2 чорний ферзь · e2 чорний пішак · f2 чорна тура · g2 чорний пішак | g8 чорний кінь · h8 чорний король · f7 чорний кінь · h7 чорний пішак · e6 білий кінь · b5 чорний пішак · f5 білий кінь · c4 чорний слон · e4 білий король · d3 чорний пішак · f3 чорна тура · a2 чорний ферзь · e2 чорний пішак · f2 чорна тура · g2 чорний пішак | g8 чорний кінь · h8 чорний король · f7 чорний кінь · h7 чорний пішак · e6 білий кінь · b5 чорний пішак · f5 білий кінь · c4 чорний слон · e4 білий король · d3 чорний пішак · f3 чорна тура · a2 чорний ферзь · e2 чорний пішак · f2 чорна тура · g2 чорний пішак | g8 чорний кінь · h8 чорний король · f7 чорний кінь · h7 чорний пішак · e6 білий кінь · b5 чорний пішак · f5 білий кінь · c4 чорний слон · e4 білий король · d3 чорний пішак · f3 чорна тура · a2 чорний ферзь · e2 чорний пішак · f2 чорна тура · g2 чорний пішак | g8 чорний кінь · h8 чорний король · f7 чорний кінь · h7 чорний пішак · e6 білий кінь · b5 чорний пішак · f5 білий кінь · c4 чорний слон · e4 білий король · d3 чорний пішак · f3 чорна тура · a2 чорний ферзь · e2 чорний пішак · f2 чорна тура · g2 чорний пішак | g8 чорний кінь · h8 чорний король · f7 чорний кінь · h7 чорний пішак · e6 білий кінь · b5 чорний пішак · f5 білий кінь · c4 чорний слон · e4 білий король · d3 чорний пішак · f3 чорна тура · a2 чорний ферзь · e2 чорний пішак · f2 чорна тура · g2 чорний пішак | 2 |
| 1 | g8 чорний кінь · h8 чорний король · f7 чорний кінь · h7 чорний пішак · e6 білий кінь · b5 чорний пішак · f5 білий кінь · c4 чорний слон · e4 білий король · d3 чорний пішак · f3 чорна тура · a2 чорний ферзь · e2 чорний пішак · f2 чорна тура · g2 чорний пішак | g8 чорний кінь · h8 чорний король · f7 чорний кінь · h7 чорний пішак · e6 білий кінь · b5 чорний пішак · f5 білий кінь · c4 чорний слон · e4 білий король · d3 чорний пішак · f3 чорна тура · a2 чорний ферзь · e2 чорний пішак · f2 чорна тура · g2 чорний пішак | g8 чорний кінь · h8 чорний король · f7 чорний кінь · h7 чорний пішак · e6 білий кінь · b5 чорний пішак · f5 білий кінь · c4 чорний слон · e4 білий король · d3 чорний пішак · f3 чорна тура · a2 чорний ферзь · e2 чорний пішак · f2 чорна тура · g2 чорний пішак | g8 чорний кінь · h8 чорний король · f7 чорний кінь · h7 чорний пішак · e6 білий кінь · b5 чорний пішак · f5 білий кінь · c4 чорний слон · e4 білий король · d3 чорний пішак · f3 чорна тура · a2 чорний ферзь · e2 чорний пішак · f2 чорна тура · g2 чорний пішак | g8 чорний кінь · h8 чорний король · f7 чорний кінь · h7 чорний пішак · e6 білий кінь · b5 чорний пішак · f5 білий кінь · c4 чорний слон · e4 білий король · d3 чорний пішак · f3 чорна тура · a2 чорний ферзь · e2 чорний пішак · f2 чорна тура · g2 чорний пішак | g8 чорний кінь · h8 чорний король · f7 чорний кінь · h7 чорний пішак · e6 білий кінь · b5 чорний пішак · f5 білий кінь · c4 чорний слон · e4 білий король · d3 чорний пішак · f3 чорна тура · a2 чорний ферзь · e2 чорний пішак · f2 чорна тура · g2 чорний пішак | g8 чорний кінь · h8 чорний король · f7 чорний кінь · h7 чорний пішак · e6 білий кінь · b5 чорний пішак · f5 білий кінь · c4 чорний слон · e4 білий король · d3 чорний пішак · f3 чорна тура · a2 чорний ферзь · e2 чорний пішак · f2 чорна тура · g2 чорний пішак | g8 чорний кінь · h8 чорний король · f7 чорний кінь · h7 чорний пішак · e6 білий кінь · b5 чорний пішак · f5 білий кінь · c4 чорний слон · e4 білий король · d3 чорний пішак · f3 чорна тура · a2 чорний ферзь · e2 чорний пішак · f2 чорна тура · g2 чорний пішак | 1 |
|   | a | b | c | d | e | f | g | h |   |

FEN: 6nk/5n1p/4N3/1p3N2/2b1K3/3p1r2/q3prp1/8
2 Sol
І  1. Sd8  Sg5 2. Se6 Sf7#
ІІ 1. S7h6 Sd6 2. Sf5 Sf7#
В процесі гри місцями міняються різноколірні коні.
Ця задача відібрана до Альбому України 1986-1990 років.
|   | a | b | c | d | e | f | g | h |   |
| 8 | e8 чорний король · d7 чорний пішак · e7 білий кінь · d6 чорний кінь · e6 білий кінь · d1 білий король | e8 чорний король · d7 чорний пішак · e7 білий кінь · d6 чорний кінь · e6 білий кінь · d1 білий король | e8 чорний король · d7 чорний пішак · e7 білий кінь · d6 чорний кінь · e6 білий кінь · d1 білий король | e8 чорний король · d7 чорний пішак · e7 білий кінь · d6 чорний кінь · e6 білий кінь · d1 білий король | e8 чорний король · d7 чорний пішак · e7 білий кінь · d6 чорний кінь · e6 білий кінь · d1 білий король | e8 чорний король · d7 чорний пішак · e7 білий кінь · d6 чорний кінь · e6 білий кінь · d1 білий король | e8 чорний король · d7 чорний пішак · e7 білий кінь · d6 чорний кінь · e6 білий кінь · d1 білий король | e8 чорний король · d7 чорний пішак · e7 білий кінь · d6 чорний кінь · e6 білий кінь · d1 білий король | 8 |
| 7 | e8 чорний король · d7 чорний пішак · e7 білий кінь · d6 чорний кінь · e6 білий кінь · d1 білий король | e8 чорний король · d7 чорний пішак · e7 білий кінь · d6 чорний кінь · e6 білий кінь · d1 білий король | e8 чорний король · d7 чорний пішак · e7 білий кінь · d6 чорний кінь · e6 білий кінь · d1 білий король | e8 чорний король · d7 чорний пішак · e7 білий кінь · d6 чорний кінь · e6 білий кінь · d1 білий король | e8 чорний король · d7 чорний пішак · e7 білий кінь · d6 чорний кінь · e6 білий кінь · d1 білий король | e8 чорний король · d7 чорний пішак · e7 білий кінь · d6 чорний кінь · e6 білий кінь · d1 білий король | e8 чорний король · d7 чорний пішак · e7 білий кінь · d6 чорний кінь · e6 білий кінь · d1 білий король | e8 чорний король · d7 чорний пішак · e7 білий кінь · d6 чорний кінь · e6 білий кінь · d1 білий король | 7 |
| 6 | e8 чорний король · d7 чорний пішак · e7 білий кінь · d6 чорний кінь · e6 білий кінь · d1 білий король | e8 чорний король · d7 чорний пішак · e7 білий кінь · d6 чорний кінь · e6 білий кінь · d1 білий король | e8 чорний король · d7 чорний пішак · e7 білий кінь · d6 чорний кінь · e6 білий кінь · d1 білий король | e8 чорний король · d7 чорний пішак · e7 білий кінь · d6 чорний кінь · e6 білий кінь · d1 білий король | e8 чорний король · d7 чорний пішак · e7 білий кінь · d6 чорний кінь · e6 білий кінь · d1 білий король | e8 чорний король · d7 чорний пішак · e7 білий кінь · d6 чорний кінь · e6 білий кінь · d1 білий король | e8 чорний король · d7 чорний пішак · e7 білий кінь · d6 чорний кінь · e6 білий кінь · d1 білий король | e8 чорний король · d7 чорний пішак · e7 білий кінь · d6 чорний кінь · e6 білий кінь · d1 білий король | 6 |
| 5 | e8 чорний король · d7 чорний пішак · e7 білий кінь · d6 чорний кінь · e6 білий кінь · d1 білий король | e8 чорний король · d7 чорний пішак · e7 білий кінь · d6 чорний кінь · e6 білий кінь · d1 білий король | e8 чорний король · d7 чорний пішак · e7 білий кінь · d6 чорний кінь · e6 білий кінь · d1 білий король | e8 чорний король · d7 чорний пішак · e7 білий кінь · d6 чорний кінь · e6 білий кінь · d1 білий король | e8 чорний король · d7 чорний пішак · e7 білий кінь · d6 чорний кінь · e6 білий кінь · d1 білий король | e8 чорний король · d7 чорний пішак · e7 білий кінь · d6 чорний кінь · e6 білий кінь · d1 білий король | e8 чорний король · d7 чорний пішак · e7 білий кінь · d6 чорний кінь · e6 білий кінь · d1 білий король | e8 чорний король · d7 чорний пішак · e7 білий кінь · d6 чорний кінь · e6 білий кінь · d1 білий король | 5 |
| 4 | e8 чорний король · d7 чорний пішак · e7 білий кінь · d6 чорний кінь · e6 білий кінь · d1 білий король | e8 чорний король · d7 чорний пішак · e7 білий кінь · d6 чорний кінь · e6 білий кінь · d1 білий король | e8 чорний король · d7 чорний пішак · e7 білий кінь · d6 чорний кінь · e6 білий кінь · d1 білий король | e8 чорний король · d7 чорний пішак · e7 білий кінь · d6 чорний кінь · e6 білий кінь · d1 білий король | e8 чорний король · d7 чорний пішак · e7 білий кінь · d6 чорний кінь · e6 білий кінь · d1 білий король | e8 чорний король · d7 чорний пішак · e7 білий кінь · d6 чорний кінь · e6 білий кінь · d1 білий король | e8 чорний король · d7 чорний пішак · e7 білий кінь · d6 чорний кінь · e6 білий кінь · d1 білий король | e8 чорний король · d7 чорний пішак · e7 білий кінь · d6 чорний кінь · e6 білий кінь · d1 білий король | 4 |
| 3 | e8 чорний король · d7 чорний пішак · e7 білий кінь · d6 чорний кінь · e6 білий кінь · d1 білий король | e8 чорний король · d7 чорний пішак · e7 білий кінь · d6 чорний кінь · e6 білий кінь · d1 білий король | e8 чорний король · d7 чорний пішак · e7 білий кінь · d6 чорний кінь · e6 білий кінь · d1 білий король | e8 чорний король · d7 чорний пішак · e7 білий кінь · d6 чорний кінь · e6 білий кінь · d1 білий король | e8 чорний король · d7 чорний пішак · e7 білий кінь · d6 чорний кінь · e6 білий кінь · d1 білий король | e8 чорний король · d7 чорний пішак · e7 білий кінь · d6 чорний кінь · e6 білий кінь · d1 білий король | e8 чорний король · d7 чорний пішак · e7 білий кінь · d6 чорний кінь · e6 білий кінь · d1 білий король | e8 чорний король · d7 чорний пішак · e7 білий кінь · d6 чорний кінь · e6 білий кінь · d1 білий король | 3 |
| 2 | e8 чорний король · d7 чорний пішак · e7 білий кінь · d6 чорний кінь · e6 білий кінь · d1 білий король | e8 чорний король · d7 чорний пішак · e7 білий кінь · d6 чорний кінь · e6 білий кінь · d1 білий король | e8 чорний король · d7 чорний пішак · e7 білий кінь · d6 чорний кінь · e6 білий кінь · d1 білий король | e8 чорний король · d7 чорний пішак · e7 білий кінь · d6 чорний кінь · e6 білий кінь · d1 білий король | e8 чорний король · d7 чорний пішак · e7 білий кінь · d6 чорний кінь · e6 білий кінь · d1 білий король | e8 чорний король · d7 чорний пішак · e7 білий кінь · d6 чорний кінь · e6 білий кінь · d1 білий король | e8 чорний король · d7 чорний пішак · e7 білий кінь · d6 чорний кінь · e6 білий кінь · d1 білий король | e8 чорний король · d7 чорний пішак · e7 білий кінь · d6 чорний кінь · e6 білий кінь · d1 білий король | 2 |
| 1 | e8 чорний король · d7 чорний пішак · e7 білий кінь · d6 чорний кінь · e6 білий кінь · d1 білий король | e8 чорний король · d7 чорний пішак · e7 білий кінь · d6 чорний кінь · e6 білий кінь · d1 білий король | e8 чорний король · d7 чорний пішак · e7 білий кінь · d6 чорний кінь · e6 білий кінь · d1 білий король | e8 чорний король · d7 чорний пішак · e7 білий кінь · d6 чорний кінь · e6 білий кінь · d1 білий король | e8 чорний король · d7 чорний пішак · e7 білий кінь · d6 чорний кінь · e6 білий кінь · d1 білий король | e8 чорний король · d7 чорний пішак · e7 білий кінь · d6 чорний кінь · e6 білий кінь · d1 білий король | e8 чорний король · d7 чорний пішак · e7 білий кінь · d6 чорний кінь · e6 білий кінь · d1 білий король | e8 чорний король · d7 чорний пішак · e7 білий кінь · d6 чорний кінь · e6 білий кінь · d1 білий король | 1 |
|   | a | b | c | d | e | f | g | h |   |

FEN: 4k3/3pN3/3nN3/8/8/8/8/3K4
2 Sol

І  1. Sc8 Sf5 2. Se7 Sd6#
ІІ 1. Sf5 Sc8 2. Se7 Sd6#
|   | a                                                                   | b                                                                   | c                                                                   | d                                                                   | e                                                                   | f                                                                   | g                                                                   | h                                                                   |   |
| 8 | a5 білий кінь · e4 чорний кінь · c2 чорний король · a1 білий король | a5 білий кінь · e4 чорний кінь · c2 чорний король · a1 білий король | a5 білий кінь · e4 чорний кінь · c2 чорний король · a1 білий король | a5 білий кінь · e4 чорний кінь · c2 чорний король · a1 білий король | a5 білий кінь · e4 чорний кінь · c2 чорний король · a1 білий король | a5 білий кінь · e4 чорний кінь · c2 чорний король · a1 білий король | a5 білий кінь · e4 чорний кінь · c2 чорний король · a1 білий король | a5 білий кінь · e4 чорний кінь · c2 чорний король · a1 білий король | 8 |
| 7 | a5 білий кінь · e4 чорний кінь · c2 чорний король · a1 білий король | a5 білий кінь · e4 чорний кінь · c2 чорний король · a1 білий король | a5 білий кінь · e4 чорний кінь · c2 чорний король · a1 білий король | a5 білий кінь · e4 чорний кінь · c2 чорний король · a1 білий король | a5 білий кінь · e4 чорний кінь · c2 чорний король · a1 білий король | a5 білий кінь · e4 чорний кінь · c2 чорний король · a1 білий король | a5 білий кінь · e4 чорний кінь · c2 чорний король · a1 білий король | a5 білий кінь · e4 чорний кінь · c2 чорний король · a1 білий король | 7 |
| 6 | a5 білий кінь · e4 чорний кінь · c2 чорний король · a1 білий король | a5 білий кінь · e4 чорний кінь · c2 чорний король · a1 білий король | a5 білий кінь · e4 чорний кінь · c2 чорний король · a1 білий король | a5 білий кінь · e4 чорний кінь · c2 чорний король · a1 білий король | a5 білий кінь · e4 чорний кінь · c2 чорний король · a1 білий король | a5 білий кінь · e4 чорний кінь · c2 чорний король · a1 білий король | a5 білий кінь · e4 чорний кінь · c2 чорний король · a1 білий король | a5 білий кінь · e4 чорний кінь · c2 чорний король · a1 білий король | 6 |
| 5 | a5 білий кінь · e4 чорний кінь · c2 чорний король · a1 білий король | a5 білий кінь · e4 чорний кінь · c2 чорний король · a1 білий король | a5 білий кінь · e4 чорний кінь · c2 чорний король · a1 білий король | a5 білий кінь · e4 чорний кінь · c2 чорний король · a1 білий король | a5 білий кінь · e4 чорний кінь · c2 чорний король · a1 білий король | a5 білий кінь · e4 чорний кінь · c2 чорний король · a1 білий король | a5 білий кінь · e4 чорний кінь · c2 чорний король · a1 білий король | a5 білий кінь · e4 чорний кінь · c2 чорний король · a1 білий король | 5 |
| 4 | a5 білий кінь · e4 чорний кінь · c2 чорний король · a1 білий король | a5 білий кінь · e4 чорний кінь · c2 чорний король · a1 білий король | a5 білий кінь · e4 чорний кінь · c2 чорний король · a1 білий король | a5 білий кінь · e4 чорний кінь · c2 чорний король · a1 білий король | a5 білий кінь · e4 чорний кінь · c2 чорний король · a1 білий король | a5 білий кінь · e4 чорний кінь · c2 чорний король · a1 білий король | a5 білий кінь · e4 чорний кінь · c2 чорний король · a1 білий король | a5 білий кінь · e4 чорний кінь · c2 чорний король · a1 білий король | 4 |
| 3 | a5 білий кінь · e4 чорний кінь · c2 чорний король · a1 білий король | a5 білий кінь · e4 чорний кінь · c2 чорний король · a1 білий король | a5 білий кінь · e4 чорний кінь · c2 чорний король · a1 білий король | a5 білий кінь · e4 чорний кінь · c2 чорний король · a1 білий король | a5 білий кінь · e4 чорний кінь · c2 чорний король · a1 білий король | a5 білий кінь · e4 чорний кінь · c2 чорний король · a1 білий король | a5 білий кінь · e4 чорний кінь · c2 чорний король · a1 білий король | a5 білий кінь · e4 чорний кінь · c2 чорний король · a1 білий король | 3 |
| 2 | a5 білий кінь · e4 чорний кінь · c2 чорний король · a1 білий король | a5 білий кінь · e4 чорний кінь · c2 чорний король · a1 білий король | a5 білий кінь · e4 чорний кінь · c2 чорний король · a1 білий король | a5 білий кінь · e4 чорний кінь · c2 чорний король · a1 білий король | a5 білий кінь · e4 чорний кінь · c2 чорний король · a1 білий король | a5 білий кінь · e4 чорний кінь · c2 чорний король · a1 білий король | a5 білий кінь · e4 чорний кінь · c2 чорний король · a1 білий король | a5 білий кінь · e4 чорний кінь · c2 чорний король · a1 білий король | 2 |
| 1 | a5 білий кінь · e4 чорний кінь · c2 чорний король · a1 білий король | a5 білий кінь · e4 чорний кінь · c2 чорний король · a1 білий король | a5 білий кінь · e4 чорний кінь · c2 чорний король · a1 білий король | a5 білий кінь · e4 чорний кінь · c2 чорний король · a1 білий король | a5 білий кінь · e4 чорний кінь · c2 чорний король · a1 білий король | a5 білий кінь · e4 чорний кінь · c2 чорний король · a1 білий король | a5 білий кінь · e4 чорний кінь · c2 чорний король · a1 білий король | a5 білий кінь · e4 чорний кінь · c2 чорний король · a1 білий король | 1 |
|   | a                                                                   | b                                                                   | c                                                                   | d                                                                   | e                                                                   | f                                                                   | g                                                                   | h                                                                   |   |

FEN: 8/8/8/N7/4n3/8/2k5/K7
1. ... Ka2 2. Sc3+ Ka3 3. Kb1 Kb3 4. Ka1 Kc2 5. Sa2 Sb3#
В цій багатоходівці взаємно міняються місцями королі.

## Розширення теми
Як уже було вказано вище, в розділі «Історія» цієї статті, автори книги «Фортуна» Роман Залокоцький та Олексій Угнівенко  запропонували розширити можливості вираження теми, а саме — в процесі гри можуть взаємно міняються місцями і не однотипні різноколірні фігури, наприклад — чорний кінь і біла тура, чорний слон і білий кінь, тощо.
|   | a | b | c | d | e | f | g | h |   |
| 8 | e6 чорний слон · c5 білий пішак · e5 чорний пішак · b4 білий пішак · c4 чорний пішак · d4 чорний король · d3 білий кінь · e3 чорний пішак · a2 білий король · e2 чорний кінь · h1 білий слон | e6 чорний слон · c5 білий пішак · e5 чорний пішак · b4 білий пішак · c4 чорний пішак · d4 чорний король · d3 білий кінь · e3 чорний пішак · a2 білий король · e2 чорний кінь · h1 білий слон | e6 чорний слон · c5 білий пішак · e5 чорний пішак · b4 білий пішак · c4 чорний пішак · d4 чорний король · d3 білий кінь · e3 чорний пішак · a2 білий король · e2 чорний кінь · h1 білий слон | e6 чорний слон · c5 білий пішак · e5 чорний пішак · b4 білий пішак · c4 чорний пішак · d4 чорний король · d3 білий кінь · e3 чорний пішак · a2 білий король · e2 чорний кінь · h1 білий слон | e6 чорний слон · c5 білий пішак · e5 чорний пішак · b4 білий пішак · c4 чорний пішак · d4 чорний король · d3 білий кінь · e3 чорний пішак · a2 білий король · e2 чорний кінь · h1 білий слон | e6 чорний слон · c5 білий пішак · e5 чорний пішак · b4 білий пішак · c4 чорний пішак · d4 чорний король · d3 білий кінь · e3 чорний пішак · a2 білий король · e2 чорний кінь · h1 білий слон | e6 чорний слон · c5 білий пішак · e5 чорний пішак · b4 білий пішак · c4 чорний пішак · d4 чорний король · d3 білий кінь · e3 чорний пішак · a2 білий король · e2 чорний кінь · h1 білий слон | e6 чорний слон · c5 білий пішак · e5 чорний пішак · b4 білий пішак · c4 чорний пішак · d4 чорний король · d3 білий кінь · e3 чорний пішак · a2 білий король · e2 чорний кінь · h1 білий слон | 8 |
| 7 | e6 чорний слон · c5 білий пішак · e5 чорний пішак · b4 білий пішак · c4 чорний пішак · d4 чорний король · d3 білий кінь · e3 чорний пішак · a2 білий король · e2 чорний кінь · h1 білий слон | e6 чорний слон · c5 білий пішак · e5 чорний пішак · b4 білий пішак · c4 чорний пішак · d4 чорний король · d3 білий кінь · e3 чорний пішак · a2 білий король · e2 чорний кінь · h1 білий слон | e6 чорний слон · c5 білий пішак · e5 чорний пішак · b4 білий пішак · c4 чорний пішак · d4 чорний король · d3 білий кінь · e3 чорний пішак · a2 білий король · e2 чорний кінь · h1 білий слон | e6 чорний слон · c5 білий пішак · e5 чорний пішак · b4 білий пішак · c4 чорний пішак · d4 чорний король · d3 білий кінь · e3 чорний пішак · a2 білий король · e2 чорний кінь · h1 білий слон | e6 чорний слон · c5 білий пішак · e5 чорний пішак · b4 білий пішак · c4 чорний пішак · d4 чорний король · d3 білий кінь · e3 чорний пішак · a2 білий король · e2 чорний кінь · h1 білий слон | e6 чорний слон · c5 білий пішак · e5 чорний пішак · b4 білий пішак · c4 чорний пішак · d4 чорний король · d3 білий кінь · e3 чорний пішак · a2 білий король · e2 чорний кінь · h1 білий слон | e6 чорний слон · c5 білий пішак · e5 чорний пішак · b4 білий пішак · c4 чорний пішак · d4 чорний король · d3 білий кінь · e3 чорний пішак · a2 білий король · e2 чорний кінь · h1 білий слон | e6 чорний слон · c5 білий пішак · e5 чорний пішак · b4 білий пішак · c4 чорний пішак · d4 чорний король · d3 білий кінь · e3 чорний пішак · a2 білий король · e2 чорний кінь · h1 білий слон | 7 |
| 6 | e6 чорний слон · c5 білий пішак · e5 чорний пішак · b4 білий пішак · c4 чорний пішак · d4 чорний король · d3 білий кінь · e3 чорний пішак · a2 білий король · e2 чорний кінь · h1 білий слон | e6 чорний слон · c5 білий пішак · e5 чорний пішак · b4 білий пішак · c4 чорний пішак · d4 чорний король · d3 білий кінь · e3 чорний пішак · a2 білий король · e2 чорний кінь · h1 білий слон | e6 чорний слон · c5 білий пішак · e5 чорний пішак · b4 білий пішак · c4 чорний пішак · d4 чорний король · d3 білий кінь · e3 чорний пішак · a2 білий король · e2 чорний кінь · h1 білий слон | e6 чорний слон · c5 білий пішак · e5 чорний пішак · b4 білий пішак · c4 чорний пішак · d4 чорний король · d3 білий кінь · e3 чорний пішак · a2 білий король · e2 чорний кінь · h1 білий слон | e6 чорний слон · c5 білий пішак · e5 чорний пішак · b4 білий пішак · c4 чорний пішак · d4 чорний король · d3 білий кінь · e3 чорний пішак · a2 білий король · e2 чорний кінь · h1 білий слон | e6 чорний слон · c5 білий пішак · e5 чорний пішак · b4 білий пішак · c4 чорний пішак · d4 чорний король · d3 білий кінь · e3 чорний пішак · a2 білий король · e2 чорний кінь · h1 білий слон | e6 чорний слон · c5 білий пішак · e5 чорний пішак · b4 білий пішак · c4 чорний пішак · d4 чорний король · d3 білий кінь · e3 чорний пішак · a2 білий король · e2 чорний кінь · h1 білий слон | e6 чорний слон · c5 білий пішак · e5 чорний пішак · b4 білий пішак · c4 чорний пішак · d4 чорний король · d3 білий кінь · e3 чорний пішак · a2 білий король · e2 чорний кінь · h1 білий слон | 6 |
| 5 | e6 чорний слон · c5 білий пішак · e5 чорний пішак · b4 білий пішак · c4 чорний пішак · d4 чорний король · d3 білий кінь · e3 чорний пішак · a2 білий король · e2 чорний кінь · h1 білий слон | e6 чорний слон · c5 білий пішак · e5 чорний пішак · b4 білий пішак · c4 чорний пішак · d4 чорний король · d3 білий кінь · e3 чорний пішак · a2 білий король · e2 чорний кінь · h1 білий слон | e6 чорний слон · c5 білий пішак · e5 чорний пішак · b4 білий пішак · c4 чорний пішак · d4 чорний король · d3 білий кінь · e3 чорний пішак · a2 білий король · e2 чорний кінь · h1 білий слон | e6 чорний слон · c5 білий пішак · e5 чорний пішак · b4 білий пішак · c4 чорний пішак · d4 чорний король · d3 білий кінь · e3 чорний пішак · a2 білий король · e2 чорний кінь · h1 білий слон | e6 чорний слон · c5 білий пішак · e5 чорний пішак · b4 білий пішак · c4 чорний пішак · d4 чорний король · d3 білий кінь · e3 чорний пішак · a2 білий король · e2 чорний кінь · h1 білий слон | e6 чорний слон · c5 білий пішак · e5 чорний пішак · b4 білий пішак · c4 чорний пішак · d4 чорний король · d3 білий кінь · e3 чорний пішак · a2 білий король · e2 чорний кінь · h1 білий слон | e6 чорний слон · c5 білий пішак · e5 чорний пішак · b4 білий пішак · c4 чорний пішак · d4 чорний король · d3 білий кінь · e3 чорний пішак · a2 білий король · e2 чорний кінь · h1 білий слон | e6 чорний слон · c5 білий пішак · e5 чорний пішак · b4 білий пішак · c4 чорний пішак · d4 чорний король · d3 білий кінь · e3 чорний пішак · a2 білий король · e2 чорний кінь · h1 білий слон | 5 |
| 4 | e6 чорний слон · c5 білий пішак · e5 чорний пішак · b4 білий пішак · c4 чорний пішак · d4 чорний король · d3 білий кінь · e3 чорний пішак · a2 білий король · e2 чорний кінь · h1 білий слон | e6 чорний слон · c5 білий пішак · e5 чорний пішак · b4 білий пішак · c4 чорний пішак · d4 чорний король · d3 білий кінь · e3 чорний пішак · a2 білий король · e2 чорний кінь · h1 білий слон | e6 чорний слон · c5 білий пішак · e5 чорний пішак · b4 білий пішак · c4 чорний пішак · d4 чорний король · d3 білий кінь · e3 чорний пішак · a2 білий король · e2 чорний кінь · h1 білий слон | e6 чорний слон · c5 білий пішак · e5 чорний пішак · b4 білий пішак · c4 чорний пішак · d4 чорний король · d3 білий кінь · e3 чорний пішак · a2 білий король · e2 чорний кінь · h1 білий слон | e6 чорний слон · c5 білий пішак · e5 чорний пішак · b4 білий пішак · c4 чорний пішак · d4 чорний король · d3 білий кінь · e3 чорний пішак · a2 білий король · e2 чорний кінь · h1 білий слон | e6 чорний слон · c5 білий пішак · e5 чорний пішак · b4 білий пішак · c4 чорний пішак · d4 чорний король · d3 білий кінь · e3 чорний пішак · a2 білий король · e2 чорний кінь · h1 білий слон | e6 чорний слон · c5 білий пішак · e5 чорний пішак · b4 білий пішак · c4 чорний пішак · d4 чорний король · d3 білий кінь · e3 чорний пішак · a2 білий король · e2 чорний кінь · h1 білий слон | e6 чорний слон · c5 білий пішак · e5 чорний пішак · b4 білий пішак · c4 чорний пішак · d4 чорний король · d3 білий кінь · e3 чорний пішак · a2 білий король · e2 чорний кінь · h1 білий слон | 4 |
| 3 | e6 чорний слон · c5 білий пішак · e5 чорний пішак · b4 білий пішак · c4 чорний пішак · d4 чорний король · d3 білий кінь · e3 чорний пішак · a2 білий король · e2 чорний кінь · h1 білий слон | e6 чорний слон · c5 білий пішак · e5 чорний пішак · b4 білий пішак · c4 чорний пішак · d4 чорний король · d3 білий кінь · e3 чорний пішак · a2 білий король · e2 чорний кінь · h1 білий слон | e6 чорний слон · c5 білий пішак · e5 чорний пішак · b4 білий пішак · c4 чорний пішак · d4 чорний король · d3 білий кінь · e3 чорний пішак · a2 білий король · e2 чорний кінь · h1 білий слон | e6 чорний слон · c5 білий пішак · e5 чорний пішак · b4 білий пішак · c4 чорний пішак · d4 чорний король · d3 білий кінь · e3 чорний пішак · a2 білий король · e2 чорний кінь · h1 білий слон | e6 чорний слон · c5 білий пішак · e5 чорний пішак · b4 білий пішак · c4 чорний пішак · d4 чорний король · d3 білий кінь · e3 чорний пішак · a2 білий король · e2 чорний кінь · h1 білий слон | e6 чорний слон · c5 білий пішак · e5 чорний пішак · b4 білий пішак · c4 чорний пішак · d4 чорний король · d3 білий кінь · e3 чорний пішак · a2 білий король · e2 чорний кінь · h1 білий слон | e6 чорний слон · c5 білий пішак · e5 чорний пішак · b4 білий пішак · c4 чорний пішак · d4 чорний король · d3 білий кінь · e3 чорний пішак · a2 білий король · e2 чорний кінь · h1 білий слон | e6 чорний слон · c5 білий пішак · e5 чорний пішак · b4 білий пішак · c4 чорний пішак · d4 чорний король · d3 білий кінь · e3 чорний пішак · a2 білий король · e2 чорний кінь · h1 білий слон | 3 |
| 2 | e6 чорний слон · c5 білий пішак · e5 чорний пішак · b4 білий пішак · c4 чорний пішак · d4 чорний король · d3 білий кінь · e3 чорний пішак · a2 білий король · e2 чорний кінь · h1 білий слон | e6 чорний слон · c5 білий пішак · e5 чорний пішак · b4 білий пішак · c4 чорний пішак · d4 чорний король · d3 білий кінь · e3 чорний пішак · a2 білий король · e2 чорний кінь · h1 білий слон | e6 чорний слон · c5 білий пішак · e5 чорний пішак · b4 білий пішак · c4 чорний пішак · d4 чорний король · d3 білий кінь · e3 чорний пішак · a2 білий король · e2 чорний кінь · h1 білий слон | e6 чорний слон · c5 білий пішак · e5 чорний пішак · b4 білий пішак · c4 чорний пішак · d4 чорний король · d3 білий кінь · e3 чорний пішак · a2 білий король · e2 чорний кінь · h1 білий слон | e6 чорний слон · c5 білий пішак · e5 чорний пішак · b4 білий пішак · c4 чорний пішак · d4 чорний король · d3 білий кінь · e3 чорний пішак · a2 білий король · e2 чорний кінь · h1 білий слон | e6 чорний слон · c5 білий пішак · e5 чорний пішак · b4 білий пішак · c4 чорний пішак · d4 чорний король · d3 білий кінь · e3 чорний пішак · a2 білий король · e2 чорний кінь · h1 білий слон | e6 чорний слон · c5 білий пішак · e5 чорний пішак · b4 білий пішак · c4 чорний пішак · d4 чорний король · d3 білий кінь · e3 чорний пішак · a2 білий король · e2 чорний кінь · h1 білий слон | e6 чорний слон · c5 білий пішак · e5 чорний пішак · b4 білий пішак · c4 чорний пішак · d4 чорний король · d3 білий кінь · e3 чорний пішак · a2 білий король · e2 чорний кінь · h1 білий слон | 2 |
| 1 | e6 чорний слон · c5 білий пішак · e5 чорний пішак · b4 білий пішак · c4 чорний пішак · d4 чорний король · d3 білий кінь · e3 чорний пішак · a2 білий король · e2 чорний кінь · h1 білий слон | e6 чорний слон · c5 білий пішак · e5 чорний пішак · b4 білий пішак · c4 чорний пішак · d4 чорний король · d3 білий кінь · e3 чорний пішак · a2 білий король · e2 чорний кінь · h1 білий слон | e6 чорний слон · c5 білий пішак · e5 чорний пішак · b4 білий пішак · c4 чорний пішак · d4 чорний король · d3 білий кінь · e3 чорний пішак · a2 білий король · e2 чорний кінь · h1 білий слон | e6 чорний слон · c5 білий пішак · e5 чорний пішак · b4 білий пішак · c4 чорний пішак · d4 чорний король · d3 білий кінь · e3 чорний пішак · a2 білий король · e2 чорний кінь · h1 білий слон | e6 чорний слон · c5 білий пішак · e5 чорний пішак · b4 білий пішак · c4 чорний пішак · d4 чорний король · d3 білий кінь · e3 чорний пішак · a2 білий король · e2 чорний кінь · h1 білий слон | e6 чорний слон · c5 білий пішак · e5 чорний пішак · b4 білий пішак · c4 чорний пішак · d4 чорний король · d3 білий кінь · e3 чорний пішак · a2 білий король · e2 чорний кінь · h1 білий слон | e6 чорний слон · c5 білий пішак · e5 чорний пішак · b4 білий пішак · c4 чорний пішак · d4 чорний король · d3 білий кінь · e3 чорний пішак · a2 білий король · e2 чорний кінь · h1 білий слон | e6 чорний слон · c5 білий пішак · e5 чорний пішак · b4 білий пішак · c4 чорний пішак · d4 чорний король · d3 білий кінь · e3 чорний пішак · a2 білий король · e2 чорний кінь · h1 білий слон | 1 |
|   | a | b | c | d | e | f | g | h |   |

FEN: 8/8/4b3/2P1p3/1Ppk4/3Np3/K3n3/7B
b) b4 → b2

a) 1. Sf4 Sc1 2. Sd3 Se2#
b) 1. Bf5 Sf4 2. Bd3 Se6#
В першому близнюку взаємно міняються місцями чорний і білий коні, а в другому чорний слон і білий кінь.
|   | a | b | c | d | e | f | g | h |   |
| 8 | e8 чорний слон · d7 чорний пішак · f7 білий кінь · e6 чорний пішак · f6 чорний пішак · g6 чорна тура · b5 білий король · e5 чорний слон · f5 чорна тура · g5 білий кінь · f4 білий слон · h4 чорний король · d3 чорний пішак · c2 чорний кінь · f2 чорний кінь · d1 білий слон | e8 чорний слон · d7 чорний пішак · f7 білий кінь · e6 чорний пішак · f6 чорний пішак · g6 чорна тура · b5 білий король · e5 чорний слон · f5 чорна тура · g5 білий кінь · f4 білий слон · h4 чорний король · d3 чорний пішак · c2 чорний кінь · f2 чорний кінь · d1 білий слон | e8 чорний слон · d7 чорний пішак · f7 білий кінь · e6 чорний пішак · f6 чорний пішак · g6 чорна тура · b5 білий король · e5 чорний слон · f5 чорна тура · g5 білий кінь · f4 білий слон · h4 чорний король · d3 чорний пішак · c2 чорний кінь · f2 чорний кінь · d1 білий слон | e8 чорний слон · d7 чорний пішак · f7 білий кінь · e6 чорний пішак · f6 чорний пішак · g6 чорна тура · b5 білий король · e5 чорний слон · f5 чорна тура · g5 білий кінь · f4 білий слон · h4 чорний король · d3 чорний пішак · c2 чорний кінь · f2 чорний кінь · d1 білий слон | e8 чорний слон · d7 чорний пішак · f7 білий кінь · e6 чорний пішак · f6 чорний пішак · g6 чорна тура · b5 білий король · e5 чорний слон · f5 чорна тура · g5 білий кінь · f4 білий слон · h4 чорний король · d3 чорний пішак · c2 чорний кінь · f2 чорний кінь · d1 білий слон | e8 чорний слон · d7 чорний пішак · f7 білий кінь · e6 чорний пішак · f6 чорний пішак · g6 чорна тура · b5 білий король · e5 чорний слон · f5 чорна тура · g5 білий кінь · f4 білий слон · h4 чорний король · d3 чорний пішак · c2 чорний кінь · f2 чорний кінь · d1 білий слон | e8 чорний слон · d7 чорний пішак · f7 білий кінь · e6 чорний пішак · f6 чорний пішак · g6 чорна тура · b5 білий король · e5 чорний слон · f5 чорна тура · g5 білий кінь · f4 білий слон · h4 чорний король · d3 чорний пішак · c2 чорний кінь · f2 чорний кінь · d1 білий слон | e8 чорний слон · d7 чорний пішак · f7 білий кінь · e6 чорний пішак · f6 чорний пішак · g6 чорна тура · b5 білий король · e5 чорний слон · f5 чорна тура · g5 білий кінь · f4 білий слон · h4 чорний король · d3 чорний пішак · c2 чорний кінь · f2 чорний кінь · d1 білий слон | 8 |
| 7 | e8 чорний слон · d7 чорний пішак · f7 білий кінь · e6 чорний пішак · f6 чорний пішак · g6 чорна тура · b5 білий король · e5 чорний слон · f5 чорна тура · g5 білий кінь · f4 білий слон · h4 чорний король · d3 чорний пішак · c2 чорний кінь · f2 чорний кінь · d1 білий слон | e8 чорний слон · d7 чорний пішак · f7 білий кінь · e6 чорний пішак · f6 чорний пішак · g6 чорна тура · b5 білий король · e5 чорний слон · f5 чорна тура · g5 білий кінь · f4 білий слон · h4 чорний король · d3 чорний пішак · c2 чорний кінь · f2 чорний кінь · d1 білий слон | e8 чорний слон · d7 чорний пішак · f7 білий кінь · e6 чорний пішак · f6 чорний пішак · g6 чорна тура · b5 білий король · e5 чорний слон · f5 чорна тура · g5 білий кінь · f4 білий слон · h4 чорний король · d3 чорний пішак · c2 чорний кінь · f2 чорний кінь · d1 білий слон | e8 чорний слон · d7 чорний пішак · f7 білий кінь · e6 чорний пішак · f6 чорний пішак · g6 чорна тура · b5 білий король · e5 чорний слон · f5 чорна тура · g5 білий кінь · f4 білий слон · h4 чорний король · d3 чорний пішак · c2 чорний кінь · f2 чорний кінь · d1 білий слон | e8 чорний слон · d7 чорний пішак · f7 білий кінь · e6 чорний пішак · f6 чорний пішак · g6 чорна тура · b5 білий король · e5 чорний слон · f5 чорна тура · g5 білий кінь · f4 білий слон · h4 чорний король · d3 чорний пішак · c2 чорний кінь · f2 чорний кінь · d1 білий слон | e8 чорний слон · d7 чорний пішак · f7 білий кінь · e6 чорний пішак · f6 чорний пішак · g6 чорна тура · b5 білий король · e5 чорний слон · f5 чорна тура · g5 білий кінь · f4 білий слон · h4 чорний король · d3 чорний пішак · c2 чорний кінь · f2 чорний кінь · d1 білий слон | e8 чорний слон · d7 чорний пішак · f7 білий кінь · e6 чорний пішак · f6 чорний пішак · g6 чорна тура · b5 білий король · e5 чорний слон · f5 чорна тура · g5 білий кінь · f4 білий слон · h4 чорний король · d3 чорний пішак · c2 чорний кінь · f2 чорний кінь · d1 білий слон | e8 чорний слон · d7 чорний пішак · f7 білий кінь · e6 чорний пішак · f6 чорний пішак · g6 чорна тура · b5 білий король · e5 чорний слон · f5 чорна тура · g5 білий кінь · f4 білий слон · h4 чорний король · d3 чорний пішак · c2 чорний кінь · f2 чорний кінь · d1 білий слон | 7 |
| 6 | e8 чорний слон · d7 чорний пішак · f7 білий кінь · e6 чорний пішак · f6 чорний пішак · g6 чорна тура · b5 білий король · e5 чорний слон · f5 чорна тура · g5 білий кінь · f4 білий слон · h4 чорний король · d3 чорний пішак · c2 чорний кінь · f2 чорний кінь · d1 білий слон | e8 чорний слон · d7 чорний пішак · f7 білий кінь · e6 чорний пішак · f6 чорний пішак · g6 чорна тура · b5 білий король · e5 чорний слон · f5 чорна тура · g5 білий кінь · f4 білий слон · h4 чорний король · d3 чорний пішак · c2 чорний кінь · f2 чорний кінь · d1 білий слон | e8 чорний слон · d7 чорний пішак · f7 білий кінь · e6 чорний пішак · f6 чорний пішак · g6 чорна тура · b5 білий король · e5 чорний слон · f5 чорна тура · g5 білий кінь · f4 білий слон · h4 чорний король · d3 чорний пішак · c2 чорний кінь · f2 чорний кінь · d1 білий слон | e8 чорний слон · d7 чорний пішак · f7 білий кінь · e6 чорний пішак · f6 чорний пішак · g6 чорна тура · b5 білий король · e5 чорний слон · f5 чорна тура · g5 білий кінь · f4 білий слон · h4 чорний король · d3 чорний пішак · c2 чорний кінь · f2 чорний кінь · d1 білий слон | e8 чорний слон · d7 чорний пішак · f7 білий кінь · e6 чорний пішак · f6 чорний пішак · g6 чорна тура · b5 білий король · e5 чорний слон · f5 чорна тура · g5 білий кінь · f4 білий слон · h4 чорний король · d3 чорний пішак · c2 чорний кінь · f2 чорний кінь · d1 білий слон | e8 чорний слон · d7 чорний пішак · f7 білий кінь · e6 чорний пішак · f6 чорний пішак · g6 чорна тура · b5 білий король · e5 чорний слон · f5 чорна тура · g5 білий кінь · f4 білий слон · h4 чорний король · d3 чорний пішак · c2 чорний кінь · f2 чорний кінь · d1 білий слон | e8 чорний слон · d7 чорний пішак · f7 білий кінь · e6 чорний пішак · f6 чорний пішак · g6 чорна тура · b5 білий король · e5 чорний слон · f5 чорна тура · g5 білий кінь · f4 білий слон · h4 чорний король · d3 чорний пішак · c2 чорний кінь · f2 чорний кінь · d1 білий слон | e8 чорний слон · d7 чорний пішак · f7 білий кінь · e6 чорний пішак · f6 чорний пішак · g6 чорна тура · b5 білий король · e5 чорний слон · f5 чорна тура · g5 білий кінь · f4 білий слон · h4 чорний король · d3 чорний пішак · c2 чорний кінь · f2 чорний кінь · d1 білий слон | 6 |
| 5 | e8 чорний слон · d7 чорний пішак · f7 білий кінь · e6 чорний пішак · f6 чорний пішак · g6 чорна тура · b5 білий король · e5 чорний слон · f5 чорна тура · g5 білий кінь · f4 білий слон · h4 чорний король · d3 чорний пішак · c2 чорний кінь · f2 чорний кінь · d1 білий слон | e8 чорний слон · d7 чорний пішак · f7 білий кінь · e6 чорний пішак · f6 чорний пішак · g6 чорна тура · b5 білий король · e5 чорний слон · f5 чорна тура · g5 білий кінь · f4 білий слон · h4 чорний король · d3 чорний пішак · c2 чорний кінь · f2 чорний кінь · d1 білий слон | e8 чорний слон · d7 чорний пішак · f7 білий кінь · e6 чорний пішак · f6 чорний пішак · g6 чорна тура · b5 білий король · e5 чорний слон · f5 чорна тура · g5 білий кінь · f4 білий слон · h4 чорний король · d3 чорний пішак · c2 чорний кінь · f2 чорний кінь · d1 білий слон | e8 чорний слон · d7 чорний пішак · f7 білий кінь · e6 чорний пішак · f6 чорний пішак · g6 чорна тура · b5 білий король · e5 чорний слон · f5 чорна тура · g5 білий кінь · f4 білий слон · h4 чорний король · d3 чорний пішак · c2 чорний кінь · f2 чорний кінь · d1 білий слон | e8 чорний слон · d7 чорний пішак · f7 білий кінь · e6 чорний пішак · f6 чорний пішак · g6 чорна тура · b5 білий король · e5 чорний слон · f5 чорна тура · g5 білий кінь · f4 білий слон · h4 чорний король · d3 чорний пішак · c2 чорний кінь · f2 чорний кінь · d1 білий слон | e8 чорний слон · d7 чорний пішак · f7 білий кінь · e6 чорний пішак · f6 чорний пішак · g6 чорна тура · b5 білий король · e5 чорний слон · f5 чорна тура · g5 білий кінь · f4 білий слон · h4 чорний король · d3 чорний пішак · c2 чорний кінь · f2 чорний кінь · d1 білий слон | e8 чорний слон · d7 чорний пішак · f7 білий кінь · e6 чорний пішак · f6 чорний пішак · g6 чорна тура · b5 білий король · e5 чорний слон · f5 чорна тура · g5 білий кінь · f4 білий слон · h4 чорний король · d3 чорний пішак · c2 чорний кінь · f2 чорний кінь · d1 білий слон | e8 чорний слон · d7 чорний пішак · f7 білий кінь · e6 чорний пішак · f6 чорний пішак · g6 чорна тура · b5 білий король · e5 чорний слон · f5 чорна тура · g5 білий кінь · f4 білий слон · h4 чорний король · d3 чорний пішак · c2 чорний кінь · f2 чорний кінь · d1 білий слон | 5 |
| 4 | e8 чорний слон · d7 чорний пішак · f7 білий кінь · e6 чорний пішак · f6 чорний пішак · g6 чорна тура · b5 білий король · e5 чорний слон · f5 чорна тура · g5 білий кінь · f4 білий слон · h4 чорний король · d3 чорний пішак · c2 чорний кінь · f2 чорний кінь · d1 білий слон | e8 чорний слон · d7 чорний пішак · f7 білий кінь · e6 чорний пішак · f6 чорний пішак · g6 чорна тура · b5 білий король · e5 чорний слон · f5 чорна тура · g5 білий кінь · f4 білий слон · h4 чорний король · d3 чорний пішак · c2 чорний кінь · f2 чорний кінь · d1 білий слон | e8 чорний слон · d7 чорний пішак · f7 білий кінь · e6 чорний пішак · f6 чорний пішак · g6 чорна тура · b5 білий король · e5 чорний слон · f5 чорна тура · g5 білий кінь · f4 білий слон · h4 чорний король · d3 чорний пішак · c2 чорний кінь · f2 чорний кінь · d1 білий слон | e8 чорний слон · d7 чорний пішак · f7 білий кінь · e6 чорний пішак · f6 чорний пішак · g6 чорна тура · b5 білий король · e5 чорний слон · f5 чорна тура · g5 білий кінь · f4 білий слон · h4 чорний король · d3 чорний пішак · c2 чорний кінь · f2 чорний кінь · d1 білий слон | e8 чорний слон · d7 чорний пішак · f7 білий кінь · e6 чорний пішак · f6 чорний пішак · g6 чорна тура · b5 білий король · e5 чорний слон · f5 чорна тура · g5 білий кінь · f4 білий слон · h4 чорний король · d3 чорний пішак · c2 чорний кінь · f2 чорний кінь · d1 білий слон | e8 чорний слон · d7 чорний пішак · f7 білий кінь · e6 чорний пішак · f6 чорний пішак · g6 чорна тура · b5 білий король · e5 чорний слон · f5 чорна тура · g5 білий кінь · f4 білий слон · h4 чорний король · d3 чорний пішак · c2 чорний кінь · f2 чорний кінь · d1 білий слон | e8 чорний слон · d7 чорний пішак · f7 білий кінь · e6 чорний пішак · f6 чорний пішак · g6 чорна тура · b5 білий король · e5 чорний слон · f5 чорна тура · g5 білий кінь · f4 білий слон · h4 чорний король · d3 чорний пішак · c2 чорний кінь · f2 чорний кінь · d1 білий слон | e8 чорний слон · d7 чорний пішак · f7 білий кінь · e6 чорний пішак · f6 чорний пішак · g6 чорна тура · b5 білий король · e5 чорний слон · f5 чорна тура · g5 білий кінь · f4 білий слон · h4 чорний король · d3 чорний пішак · c2 чорний кінь · f2 чорний кінь · d1 білий слон | 4 |
| 3 | e8 чорний слон · d7 чорний пішак · f7 білий кінь · e6 чорний пішак · f6 чорний пішак · g6 чорна тура · b5 білий король · e5 чорний слон · f5 чорна тура · g5 білий кінь · f4 білий слон · h4 чорний король · d3 чорний пішак · c2 чорний кінь · f2 чорний кінь · d1 білий слон | e8 чорний слон · d7 чорний пішак · f7 білий кінь · e6 чорний пішак · f6 чорний пішак · g6 чорна тура · b5 білий король · e5 чорний слон · f5 чорна тура · g5 білий кінь · f4 білий слон · h4 чорний король · d3 чорний пішак · c2 чорний кінь · f2 чорний кінь · d1 білий слон | e8 чорний слон · d7 чорний пішак · f7 білий кінь · e6 чорний пішак · f6 чорний пішак · g6 чорна тура · b5 білий король · e5 чорний слон · f5 чорна тура · g5 білий кінь · f4 білий слон · h4 чорний король · d3 чорний пішак · c2 чорний кінь · f2 чорний кінь · d1 білий слон | e8 чорний слон · d7 чорний пішак · f7 білий кінь · e6 чорний пішак · f6 чорний пішак · g6 чорна тура · b5 білий король · e5 чорний слон · f5 чорна тура · g5 білий кінь · f4 білий слон · h4 чорний король · d3 чорний пішак · c2 чорний кінь · f2 чорний кінь · d1 білий слон | e8 чорний слон · d7 чорний пішак · f7 білий кінь · e6 чорний пішак · f6 чорний пішак · g6 чорна тура · b5 білий король · e5 чорний слон · f5 чорна тура · g5 білий кінь · f4 білий слон · h4 чорний король · d3 чорний пішак · c2 чорний кінь · f2 чорний кінь · d1 білий слон | e8 чорний слон · d7 чорний пішак · f7 білий кінь · e6 чорний пішак · f6 чорний пішак · g6 чорна тура · b5 білий король · e5 чорний слон · f5 чорна тура · g5 білий кінь · f4 білий слон · h4 чорний король · d3 чорний пішак · c2 чорний кінь · f2 чорний кінь · d1 білий слон | e8 чорний слон · d7 чорний пішак · f7 білий кінь · e6 чорний пішак · f6 чорний пішак · g6 чорна тура · b5 білий король · e5 чорний слон · f5 чорна тура · g5 білий кінь · f4 білий слон · h4 чорний король · d3 чорний пішак · c2 чорний кінь · f2 чорний кінь · d1 білий слон | e8 чорний слон · d7 чорний пішак · f7 білий кінь · e6 чорний пішак · f6 чорний пішак · g6 чорна тура · b5 білий король · e5 чорний слон · f5 чорна тура · g5 білий кінь · f4 білий слон · h4 чорний король · d3 чорний пішак · c2 чорний кінь · f2 чорний кінь · d1 білий слон | 3 |
| 2 | e8 чорний слон · d7 чорний пішак · f7 білий кінь · e6 чорний пішак · f6 чорний пішак · g6 чорна тура · b5 білий король · e5 чорний слон · f5 чорна тура · g5 білий кінь · f4 білий слон · h4 чорний король · d3 чорний пішак · c2 чорний кінь · f2 чорний кінь · d1 білий слон | e8 чорний слон · d7 чорний пішак · f7 білий кінь · e6 чорний пішак · f6 чорний пішак · g6 чорна тура · b5 білий король · e5 чорний слон · f5 чорна тура · g5 білий кінь · f4 білий слон · h4 чорний король · d3 чорний пішак · c2 чорний кінь · f2 чорний кінь · d1 білий слон | e8 чорний слон · d7 чорний пішак · f7 білий кінь · e6 чорний пішак · f6 чорний пішак · g6 чорна тура · b5 білий король · e5 чорний слон · f5 чорна тура · g5 білий кінь · f4 білий слон · h4 чорний король · d3 чорний пішак · c2 чорний кінь · f2 чорний кінь · d1 білий слон | e8 чорний слон · d7 чорний пішак · f7 білий кінь · e6 чорний пішак · f6 чорний пішак · g6 чорна тура · b5 білий король · e5 чорний слон · f5 чорна тура · g5 білий кінь · f4 білий слон · h4 чорний король · d3 чорний пішак · c2 чорний кінь · f2 чорний кінь · d1 білий слон | e8 чорний слон · d7 чорний пішак · f7 білий кінь · e6 чорний пішак · f6 чорний пішак · g6 чорна тура · b5 білий король · e5 чорний слон · f5 чорна тура · g5 білий кінь · f4 білий слон · h4 чорний король · d3 чорний пішак · c2 чорний кінь · f2 чорний кінь · d1 білий слон | e8 чорний слон · d7 чорний пішак · f7 білий кінь · e6 чорний пішак · f6 чорний пішак · g6 чорна тура · b5 білий король · e5 чорний слон · f5 чорна тура · g5 білий кінь · f4 білий слон · h4 чорний король · d3 чорний пішак · c2 чорний кінь · f2 чорний кінь · d1 білий слон | e8 чорний слон · d7 чорний пішак · f7 білий кінь · e6 чорний пішак · f6 чорний пішак · g6 чорна тура · b5 білий король · e5 чорний слон · f5 чорна тура · g5 білий кінь · f4 білий слон · h4 чорний король · d3 чорний пішак · c2 чорний кінь · f2 чорний кінь · d1 білий слон | e8 чорний слон · d7 чорний пішак · f7 білий кінь · e6 чорний пішак · f6 чорний пішак · g6 чорна тура · b5 білий король · e5 чорний слон · f5 чорна тура · g5 білий кінь · f4 білий слон · h4 чорний король · d3 чорний пішак · c2 чорний кінь · f2 чорний кінь · d1 білий слон | 2 |
| 1 | e8 чорний слон · d7 чорний пішак · f7 білий кінь · e6 чорний пішак · f6 чорний пішак · g6 чорна тура · b5 білий король · e5 чорний слон · f5 чорна тура · g5 білий кінь · f4 білий слон · h4 чорний король · d3 чорний пішак · c2 чорний кінь · f2 чорний кінь · d1 білий слон | e8 чорний слон · d7 чорний пішак · f7 білий кінь · e6 чорний пішак · f6 чорний пішак · g6 чорна тура · b5 білий король · e5 чорний слон · f5 чорна тура · g5 білий кінь · f4 білий слон · h4 чорний король · d3 чорний пішак · c2 чорний кінь · f2 чорний кінь · d1 білий слон | e8 чорний слон · d7 чорний пішак · f7 білий кінь · e6 чорний пішак · f6 чорний пішак · g6 чорна тура · b5 білий король · e5 чорний слон · f5 чорна тура · g5 білий кінь · f4 білий слон · h4 чорний король · d3 чорний пішак · c2 чорний кінь · f2 чорний кінь · d1 білий слон | e8 чорний слон · d7 чорний пішак · f7 білий кінь · e6 чорний пішак · f6 чорний пішак · g6 чорна тура · b5 білий король · e5 чорний слон · f5 чорна тура · g5 білий кінь · f4 білий слон · h4 чорний король · d3 чорний пішак · c2 чорний кінь · f2 чорний кінь · d1 білий слон | e8 чорний слон · d7 чорний пішак · f7 білий кінь · e6 чорний пішак · f6 чорний пішак · g6 чорна тура · b5 білий король · e5 чорний слон · f5 чорна тура · g5 білий кінь · f4 білий слон · h4 чорний король · d3 чорний пішак · c2 чорний кінь · f2 чорний кінь · d1 білий слон | e8 чорний слон · d7 чорний пішак · f7 білий кінь · e6 чорний пішак · f6 чорний пішак · g6 чорна тура · b5 білий король · e5 чорний слон · f5 чорна тура · g5 білий кінь · f4 білий слон · h4 чорний король · d3 чорний пішак · c2 чорний кінь · f2 чорний кінь · d1 білий слон | e8 чорний слон · d7 чорний пішак · f7 білий кінь · e6 чорний пішак · f6 чорний пішак · g6 чорна тура · b5 білий король · e5 чорний слон · f5 чорна тура · g5 білий кінь · f4 білий слон · h4 чорний король · d3 чорний пішак · c2 чорний кінь · f2 чорний кінь · d1 білий слон | e8 чорний слон · d7 чорний пішак · f7 білий кінь · e6 чорний пішак · f6 чорний пішак · g6 чорна тура · b5 білий король · e5 чорний слон · f5 чорна тура · g5 білий кінь · f4 білий слон · h4 чорний король · d3 чорний пішак · c2 чорний кінь · f2 чорний кінь · d1 білий слон | 1 |
|   | a | b | c | d | e | f | g | h |   |

FEN: 4b3/3p1N2/4ppr1/1K2brN1/5B1k/3p4/2n2n2/3B4
2 Sol

І  1. Sh3 Be3 2. Sf4 Bf2#
ІІ 1. Rg7 Sh8 2. Rf7 Sg6#
В першому рішенні взаємно міняються місцями чорний кінь «f2» і білий слон «f4», а в другому чорна тура «g6» і білий кінь «f7».

## Синтез з іншими темами
Рівненська тема гармонійно синтезується з іншими темами. Нижче приводяться задача на такий синтез.
|   | a | b | c | d | e | f | g | h |   |
| 8 | e8 чорна тура · e6 чорний ферзь · a5 чорний слон · e4 чорний слон · f4 білий кінь · g4 чорний пішак · d3 чорний пішак · f3 біла тура · d2 чорний кінь · g2 чорна тура · h2 чорний король · e1 білий король · h1 чорний кінь | e8 чорна тура · e6 чорний ферзь · a5 чорний слон · e4 чорний слон · f4 білий кінь · g4 чорний пішак · d3 чорний пішак · f3 біла тура · d2 чорний кінь · g2 чорна тура · h2 чорний король · e1 білий король · h1 чорний кінь | e8 чорна тура · e6 чорний ферзь · a5 чорний слон · e4 чорний слон · f4 білий кінь · g4 чорний пішак · d3 чорний пішак · f3 біла тура · d2 чорний кінь · g2 чорна тура · h2 чорний король · e1 білий король · h1 чорний кінь | e8 чорна тура · e6 чорний ферзь · a5 чорний слон · e4 чорний слон · f4 білий кінь · g4 чорний пішак · d3 чорний пішак · f3 біла тура · d2 чорний кінь · g2 чорна тура · h2 чорний король · e1 білий король · h1 чорний кінь | e8 чорна тура · e6 чорний ферзь · a5 чорний слон · e4 чорний слон · f4 білий кінь · g4 чорний пішак · d3 чорний пішак · f3 біла тура · d2 чорний кінь · g2 чорна тура · h2 чорний король · e1 білий король · h1 чорний кінь | e8 чорна тура · e6 чорний ферзь · a5 чорний слон · e4 чорний слон · f4 білий кінь · g4 чорний пішак · d3 чорний пішак · f3 біла тура · d2 чорний кінь · g2 чорна тура · h2 чорний король · e1 білий король · h1 чорний кінь | e8 чорна тура · e6 чорний ферзь · a5 чорний слон · e4 чорний слон · f4 білий кінь · g4 чорний пішак · d3 чорний пішак · f3 біла тура · d2 чорний кінь · g2 чорна тура · h2 чорний король · e1 білий король · h1 чорний кінь | e8 чорна тура · e6 чорний ферзь · a5 чорний слон · e4 чорний слон · f4 білий кінь · g4 чорний пішак · d3 чорний пішак · f3 біла тура · d2 чорний кінь · g2 чорна тура · h2 чорний король · e1 білий король · h1 чорний кінь | 8 |
| 7 | e8 чорна тура · e6 чорний ферзь · a5 чорний слон · e4 чорний слон · f4 білий кінь · g4 чорний пішак · d3 чорний пішак · f3 біла тура · d2 чорний кінь · g2 чорна тура · h2 чорний король · e1 білий король · h1 чорний кінь | e8 чорна тура · e6 чорний ферзь · a5 чорний слон · e4 чорний слон · f4 білий кінь · g4 чорний пішак · d3 чорний пішак · f3 біла тура · d2 чорний кінь · g2 чорна тура · h2 чорний король · e1 білий король · h1 чорний кінь | e8 чорна тура · e6 чорний ферзь · a5 чорний слон · e4 чорний слон · f4 білий кінь · g4 чорний пішак · d3 чорний пішак · f3 біла тура · d2 чорний кінь · g2 чорна тура · h2 чорний король · e1 білий король · h1 чорний кінь | e8 чорна тура · e6 чорний ферзь · a5 чорний слон · e4 чорний слон · f4 білий кінь · g4 чорний пішак · d3 чорний пішак · f3 біла тура · d2 чорний кінь · g2 чорна тура · h2 чорний король · e1 білий король · h1 чорний кінь | e8 чорна тура · e6 чорний ферзь · a5 чорний слон · e4 чорний слон · f4 білий кінь · g4 чорний пішак · d3 чорний пішак · f3 біла тура · d2 чорний кінь · g2 чорна тура · h2 чорний король · e1 білий король · h1 чорний кінь | e8 чорна тура · e6 чорний ферзь · a5 чорний слон · e4 чорний слон · f4 білий кінь · g4 чорний пішак · d3 чорний пішак · f3 біла тура · d2 чорний кінь · g2 чорна тура · h2 чорний король · e1 білий король · h1 чорний кінь | e8 чорна тура · e6 чорний ферзь · a5 чорний слон · e4 чорний слон · f4 білий кінь · g4 чорний пішак · d3 чорний пішак · f3 біла тура · d2 чорний кінь · g2 чорна тура · h2 чорний король · e1 білий король · h1 чорний кінь | e8 чорна тура · e6 чорний ферзь · a5 чорний слон · e4 чорний слон · f4 білий кінь · g4 чорний пішак · d3 чорний пішак · f3 біла тура · d2 чорний кінь · g2 чорна тура · h2 чорний король · e1 білий король · h1 чорний кінь | 7 |
| 6 | e8 чорна тура · e6 чорний ферзь · a5 чорний слон · e4 чорний слон · f4 білий кінь · g4 чорний пішак · d3 чорний пішак · f3 біла тура · d2 чорний кінь · g2 чорна тура · h2 чорний король · e1 білий король · h1 чорний кінь | e8 чорна тура · e6 чорний ферзь · a5 чорний слон · e4 чорний слон · f4 білий кінь · g4 чорний пішак · d3 чорний пішак · f3 біла тура · d2 чорний кінь · g2 чорна тура · h2 чорний король · e1 білий король · h1 чорний кінь | e8 чорна тура · e6 чорний ферзь · a5 чорний слон · e4 чорний слон · f4 білий кінь · g4 чорний пішак · d3 чорний пішак · f3 біла тура · d2 чорний кінь · g2 чорна тура · h2 чорний король · e1 білий король · h1 чорний кінь | e8 чорна тура · e6 чорний ферзь · a5 чорний слон · e4 чорний слон · f4 білий кінь · g4 чорний пішак · d3 чорний пішак · f3 біла тура · d2 чорний кінь · g2 чорна тура · h2 чорний король · e1 білий король · h1 чорний кінь | e8 чорна тура · e6 чорний ферзь · a5 чорний слон · e4 чорний слон · f4 білий кінь · g4 чорний пішак · d3 чорний пішак · f3 біла тура · d2 чорний кінь · g2 чорна тура · h2 чорний король · e1 білий король · h1 чорний кінь | e8 чорна тура · e6 чорний ферзь · a5 чорний слон · e4 чорний слон · f4 білий кінь · g4 чорний пішак · d3 чорний пішак · f3 біла тура · d2 чорний кінь · g2 чорна тура · h2 чорний король · e1 білий король · h1 чорний кінь | e8 чорна тура · e6 чорний ферзь · a5 чорний слон · e4 чорний слон · f4 білий кінь · g4 чорний пішак · d3 чорний пішак · f3 біла тура · d2 чорний кінь · g2 чорна тура · h2 чорний король · e1 білий король · h1 чорний кінь | e8 чорна тура · e6 чорний ферзь · a5 чорний слон · e4 чорний слон · f4 білий кінь · g4 чорний пішак · d3 чорний пішак · f3 біла тура · d2 чорний кінь · g2 чорна тура · h2 чорний король · e1 білий король · h1 чорний кінь | 6 |
| 5 | e8 чорна тура · e6 чорний ферзь · a5 чорний слон · e4 чорний слон · f4 білий кінь · g4 чорний пішак · d3 чорний пішак · f3 біла тура · d2 чорний кінь · g2 чорна тура · h2 чорний король · e1 білий король · h1 чорний кінь | e8 чорна тура · e6 чорний ферзь · a5 чорний слон · e4 чорний слон · f4 білий кінь · g4 чорний пішак · d3 чорний пішак · f3 біла тура · d2 чорний кінь · g2 чорна тура · h2 чорний король · e1 білий король · h1 чорний кінь | e8 чорна тура · e6 чорний ферзь · a5 чорний слон · e4 чорний слон · f4 білий кінь · g4 чорний пішак · d3 чорний пішак · f3 біла тура · d2 чорний кінь · g2 чорна тура · h2 чорний король · e1 білий король · h1 чорний кінь | e8 чорна тура · e6 чорний ферзь · a5 чорний слон · e4 чорний слон · f4 білий кінь · g4 чорний пішак · d3 чорний пішак · f3 біла тура · d2 чорний кінь · g2 чорна тура · h2 чорний король · e1 білий король · h1 чорний кінь | e8 чорна тура · e6 чорний ферзь · a5 чорний слон · e4 чорний слон · f4 білий кінь · g4 чорний пішак · d3 чорний пішак · f3 біла тура · d2 чорний кінь · g2 чорна тура · h2 чорний король · e1 білий король · h1 чорний кінь | e8 чорна тура · e6 чорний ферзь · a5 чорний слон · e4 чорний слон · f4 білий кінь · g4 чорний пішак · d3 чорний пішак · f3 біла тура · d2 чорний кінь · g2 чорна тура · h2 чорний король · e1 білий король · h1 чорний кінь | e8 чорна тура · e6 чорний ферзь · a5 чорний слон · e4 чорний слон · f4 білий кінь · g4 чорний пішак · d3 чорний пішак · f3 біла тура · d2 чорний кінь · g2 чорна тура · h2 чорний король · e1 білий король · h1 чорний кінь | e8 чорна тура · e6 чорний ферзь · a5 чорний слон · e4 чорний слон · f4 білий кінь · g4 чорний пішак · d3 чорний пішак · f3 біла тура · d2 чорний кінь · g2 чорна тура · h2 чорний король · e1 білий король · h1 чорний кінь | 5 |
| 4 | e8 чорна тура · e6 чорний ферзь · a5 чорний слон · e4 чорний слон · f4 білий кінь · g4 чорний пішак · d3 чорний пішак · f3 біла тура · d2 чорний кінь · g2 чорна тура · h2 чорний король · e1 білий король · h1 чорний кінь | e8 чорна тура · e6 чорний ферзь · a5 чорний слон · e4 чорний слон · f4 білий кінь · g4 чорний пішак · d3 чорний пішак · f3 біла тура · d2 чорний кінь · g2 чорна тура · h2 чорний король · e1 білий король · h1 чорний кінь | e8 чорна тура · e6 чорний ферзь · a5 чорний слон · e4 чорний слон · f4 білий кінь · g4 чорний пішак · d3 чорний пішак · f3 біла тура · d2 чорний кінь · g2 чорна тура · h2 чорний король · e1 білий король · h1 чорний кінь | e8 чорна тура · e6 чорний ферзь · a5 чорний слон · e4 чорний слон · f4 білий кінь · g4 чорний пішак · d3 чорний пішак · f3 біла тура · d2 чорний кінь · g2 чорна тура · h2 чорний король · e1 білий король · h1 чорний кінь | e8 чорна тура · e6 чорний ферзь · a5 чорний слон · e4 чорний слон · f4 білий кінь · g4 чорний пішак · d3 чорний пішак · f3 біла тура · d2 чорний кінь · g2 чорна тура · h2 чорний король · e1 білий король · h1 чорний кінь | e8 чорна тура · e6 чорний ферзь · a5 чорний слон · e4 чорний слон · f4 білий кінь · g4 чорний пішак · d3 чорний пішак · f3 біла тура · d2 чорний кінь · g2 чорна тура · h2 чорний король · e1 білий король · h1 чорний кінь | e8 чорна тура · e6 чорний ферзь · a5 чорний слон · e4 чорний слон · f4 білий кінь · g4 чорний пішак · d3 чорний пішак · f3 біла тура · d2 чорний кінь · g2 чорна тура · h2 чорний король · e1 білий король · h1 чорний кінь | e8 чорна тура · e6 чорний ферзь · a5 чорний слон · e4 чорний слон · f4 білий кінь · g4 чорний пішак · d3 чорний пішак · f3 біла тура · d2 чорний кінь · g2 чорна тура · h2 чорний король · e1 білий король · h1 чорний кінь | 4 |
| 3 | e8 чорна тура · e6 чорний ферзь · a5 чорний слон · e4 чорний слон · f4 білий кінь · g4 чорний пішак · d3 чорний пішак · f3 біла тура · d2 чорний кінь · g2 чорна тура · h2 чорний король · e1 білий король · h1 чорний кінь | e8 чорна тура · e6 чорний ферзь · a5 чорний слон · e4 чорний слон · f4 білий кінь · g4 чорний пішак · d3 чорний пішак · f3 біла тура · d2 чорний кінь · g2 чорна тура · h2 чорний король · e1 білий король · h1 чорний кінь | e8 чорна тура · e6 чорний ферзь · a5 чорний слон · e4 чорний слон · f4 білий кінь · g4 чорний пішак · d3 чорний пішак · f3 біла тура · d2 чорний кінь · g2 чорна тура · h2 чорний король · e1 білий король · h1 чорний кінь | e8 чорна тура · e6 чорний ферзь · a5 чорний слон · e4 чорний слон · f4 білий кінь · g4 чорний пішак · d3 чорний пішак · f3 біла тура · d2 чорний кінь · g2 чорна тура · h2 чорний король · e1 білий король · h1 чорний кінь | e8 чорна тура · e6 чорний ферзь · a5 чорний слон · e4 чорний слон · f4 білий кінь · g4 чорний пішак · d3 чорний пішак · f3 біла тура · d2 чорний кінь · g2 чорна тура · h2 чорний король · e1 білий король · h1 чорний кінь | e8 чорна тура · e6 чорний ферзь · a5 чорний слон · e4 чорний слон · f4 білий кінь · g4 чорний пішак · d3 чорний пішак · f3 біла тура · d2 чорний кінь · g2 чорна тура · h2 чорний король · e1 білий король · h1 чорний кінь | e8 чорна тура · e6 чорний ферзь · a5 чорний слон · e4 чорний слон · f4 білий кінь · g4 чорний пішак · d3 чорний пішак · f3 біла тура · d2 чорний кінь · g2 чорна тура · h2 чорний король · e1 білий король · h1 чорний кінь | e8 чорна тура · e6 чорний ферзь · a5 чорний слон · e4 чорний слон · f4 білий кінь · g4 чорний пішак · d3 чорний пішак · f3 біла тура · d2 чорний кінь · g2 чорна тура · h2 чорний король · e1 білий король · h1 чорний кінь | 3 |
| 2 | e8 чорна тура · e6 чорний ферзь · a5 чорний слон · e4 чорний слон · f4 білий кінь · g4 чорний пішак · d3 чорний пішак · f3 біла тура · d2 чорний кінь · g2 чорна тура · h2 чорний король · e1 білий король · h1 чорний кінь | e8 чорна тура · e6 чорний ферзь · a5 чорний слон · e4 чорний слон · f4 білий кінь · g4 чорний пішак · d3 чорний пішак · f3 біла тура · d2 чорний кінь · g2 чорна тура · h2 чорний король · e1 білий король · h1 чорний кінь | e8 чорна тура · e6 чорний ферзь · a5 чорний слон · e4 чорний слон · f4 білий кінь · g4 чорний пішак · d3 чорний пішак · f3 біла тура · d2 чорний кінь · g2 чорна тура · h2 чорний король · e1 білий король · h1 чорний кінь | e8 чорна тура · e6 чорний ферзь · a5 чорний слон · e4 чорний слон · f4 білий кінь · g4 чорний пішак · d3 чорний пішак · f3 біла тура · d2 чорний кінь · g2 чорна тура · h2 чорний король · e1 білий король · h1 чорний кінь | e8 чорна тура · e6 чорний ферзь · a5 чорний слон · e4 чорний слон · f4 білий кінь · g4 чорний пішак · d3 чорний пішак · f3 біла тура · d2 чорний кінь · g2 чорна тура · h2 чорний король · e1 білий король · h1 чорний кінь | e8 чорна тура · e6 чорний ферзь · a5 чорний слон · e4 чорний слон · f4 білий кінь · g4 чорний пішак · d3 чорний пішак · f3 біла тура · d2 чорний кінь · g2 чорна тура · h2 чорний король · e1 білий король · h1 чорний кінь | e8 чорна тура · e6 чорний ферзь · a5 чорний слон · e4 чорний слон · f4 білий кінь · g4 чорний пішак · d3 чорний пішак · f3 біла тура · d2 чорний кінь · g2 чорна тура · h2 чорний король · e1 білий король · h1 чорний кінь | e8 чорна тура · e6 чорний ферзь · a5 чорний слон · e4 чорний слон · f4 білий кінь · g4 чорний пішак · d3 чорний пішак · f3 біла тура · d2 чорний кінь · g2 чорна тура · h2 чорний король · e1 білий король · h1 чорний кінь | 2 |
| 1 | e8 чорна тура · e6 чорний ферзь · a5 чорний слон · e4 чорний слон · f4 білий кінь · g4 чорний пішак · d3 чорний пішак · f3 біла тура · d2 чорний кінь · g2 чорна тура · h2 чорний король · e1 білий король · h1 чорний кінь | e8 чорна тура · e6 чорний ферзь · a5 чорний слон · e4 чорний слон · f4 білий кінь · g4 чорний пішак · d3 чорний пішак · f3 біла тура · d2 чорний кінь · g2 чорна тура · h2 чорний король · e1 білий король · h1 чорний кінь | e8 чорна тура · e6 чорний ферзь · a5 чорний слон · e4 чорний слон · f4 білий кінь · g4 чорний пішак · d3 чорний пішак · f3 біла тура · d2 чорний кінь · g2 чорна тура · h2 чорний король · e1 білий король · h1 чорний кінь | e8 чорна тура · e6 чорний ферзь · a5 чорний слон · e4 чорний слон · f4 білий кінь · g4 чорний пішак · d3 чорний пішак · f3 біла тура · d2 чорний кінь · g2 чорна тура · h2 чорний король · e1 білий король · h1 чорний кінь | e8 чорна тура · e6 чорний ферзь · a5 чорний слон · e4 чорний слон · f4 білий кінь · g4 чорний пішак · d3 чорний пішак · f3 біла тура · d2 чорний кінь · g2 чорна тура · h2 чорний король · e1 білий король · h1 чорний кінь | e8 чорна тура · e6 чорний ферзь · a5 чорний слон · e4 чорний слон · f4 білий кінь · g4 чорний пішак · d3 чорний пішак · f3 біла тура · d2 чорний кінь · g2 чорна тура · h2 чорний король · e1 білий король · h1 чорний кінь | e8 чорна тура · e6 чорний ферзь · a5 чорний слон · e4 чорний слон · f4 білий кінь · g4 чорний пішак · d3 чорний пішак · f3 біла тура · d2 чорний кінь · g2 чорна тура · h2 чорний король · e1 білий король · h1 чорний кінь | e8 чорна тура · e6 чорний ферзь · a5 чорний слон · e4 чорний слон · f4 білий кінь · g4 чорний пішак · d3 чорний пішак · f3 біла тура · d2 чорний кінь · g2 чорна тура · h2 чорний король · e1 білий король · h1 чорний кінь | 1 |
|   | a | b | c | d | e | f | g | h |   |

FEN: 4r3/8/4q3/b7/4bNp1/3p1R2/3n2rk/4K2n
b) h2 → g1

a) 1. Rf2 Rg3   2. Rf3 Rg2#
b) 1. Rg3 Rf2   2. Rf3 Rg2#
Різноколірні тури взаємно міняються місцями. Рівненська тема виражена в синтезі із темою Залокоцького. Повний коментар до цієї задачі, який стосується виражених в цій задачі форм теми Залокоцького описаний в статті Тема Залокоцького в розділі Синтез з іншими темами.